# オーストラリア

オーストラリア連邦
Commonwealth of Australia

国の標語：なし
国歌：Advance Australia Fair
アドヴァンス・オーストラリア・フェア
（進め 美しのオーストラリア）

オーストラリア連邦（オーストラリアれんぽう、英: Commonwealth of Australia）、通称オーストラリア（英: Australia） は、オセアニアに位置し、オーストラリア大陸本土、タスマニア島及び多数の小島から成る連邦立憲君主制国家。首都はキャンベラ。
近隣諸国としては、北にパプアニューギニア・インドネシア・東ティモール、北東にソロモン諸島・バヌアツ、東はトンガ・ニューカレドニア・フィジー、南東2000キロメートル先にニュージーランドがある。

## 概要
オーストラリアは、オセアニア地域のリーダー格たる国家である。オセアニアにおける政治・経済の中心的存在で人口も多く、属領として周辺諸島をいくつか島嶼部に持ち合わせるなど、広大な影響力を示している。最大の都市はシドニー。他の主要都市としては、メルボルン、ブリスベン、パース、アデレードなどが存在する。日本での略称は豪州（ごうしゅう）である。
オセアニアで最大の国土面積を誇る国家であり、総面積は世界第6位として認知されている。同国はオセアニアの有人史において最も古い歴史を持ち、現在も肥沃な土壌が極少という過酷な環境を伴っている が、反面で国土は、中心部に砂漠、北東部に熱帯雨林、南東に山岳地帯など、多種多様な景観と気候を擁している。
1606年におけるオランダ人探検家によるヨーロッパのオーストラリア大陸発見後、1770年にイギリスが同大陸の東半分を領有主張し、1788年1月26日からニューサウスウェールズ州の植民地に初めて流刑を通じて定住が開始された。その後の数十年間で同大陸の調査が行われ、人口は着実に増加し、さらに5つの自治王領植民地が設立されていた。イギリスは無地と見做した土地を植民地化していったが、その政策は辺境戦争の原因となり、入植以前は30万人から100万人を数えていた先住民の人口激減へと繋がることともなった。
1901年1月1日、6つの植民地が連合しイギリス自治領として連邦を形成、事実上独立した。以後、6つの州及びその他特別地域から成る連邦議院内閣制及び立憲君主制の役割を果たす安定した自由民主主義の政治体制を維持してきた。2360万の人口は、高度に都市化された東部の州及び沿岸部にかなり集中している。
18世紀末期における最初のイギリスの植民までの少なくとも4万年の間、およそ250の言語グループに分類される言語話者の先住民が居住してきた。彼らの食文化ブッシュ・タッカーは1970年代から注目された。
オーストラリアは、生活の質、健康、教育、市民の自由、民主主義指数、経済的自由権、世界平和度指数、および政治的権利において世界最高値の順位に立っており、さらに国内すべての主要都市が、国際的な居住性の順位において高い確率で挙げられており、どれも例外的に機能を果たしている面を持つ。
また、オーストラリアは高度に発展した高所得経済国家であり、2014年時点での一人当たりの国民所得は世界第5位であった。2022年の時点で、経済規模は世界14位であり、1人当たりの所得は9位となっている。2021年時点の人間開発指数では5位にランクされている。一方で同国は地域大国であり、軍事費が世界13位という高さを誇っている。
国際連合、G20、経済協力開発機構 (OECD)、世界貿易機関、アジア太平洋経済協力及び太平洋諸島フォーラム加盟国である。2013年9月MIKTAにも参加した。また、イギリス連邦加盟国で英連邦王国の一国となっており、その傍ら太平洋共同体の創設国で日米豪印戦略対話の当事国家の一国かつANZUS、UKUSA協定、AUKUS締結国の一国ともなっている。

## 国名

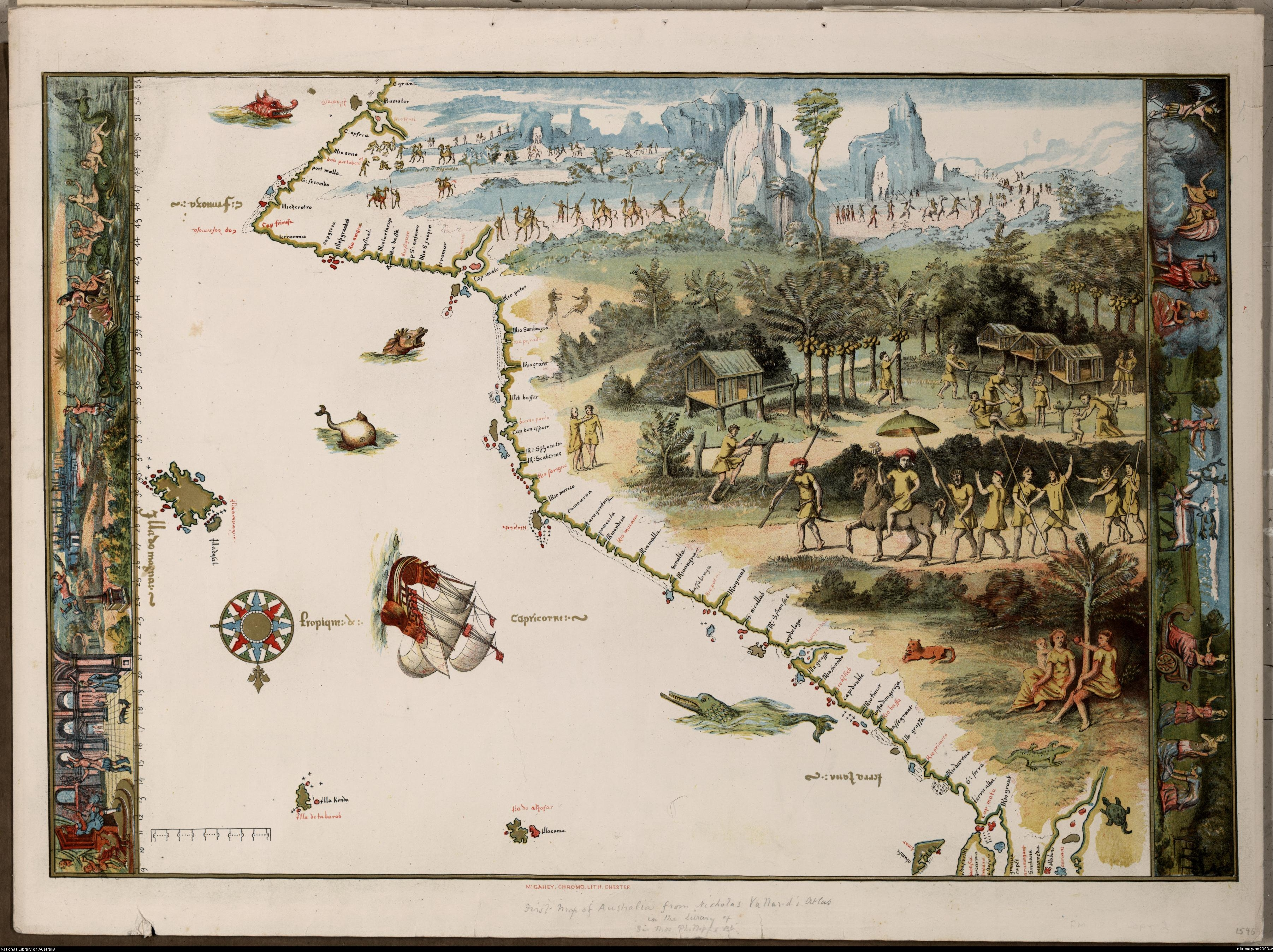
オーストラリアの最も古い地図（1547年）

正式名称は、Commonwealth of Australia（英語発音: [ˈkɔmənˌwelθ əv ɔ(ː)ˈstreiljə] コマンウェルス・ァヴ・オ（ー）ストゥレイリャ）。通称、Australia  発音（豪）  発音（米）。
通常、日本語の表記は オーストラリア。正式名称たる Commonwealth of Australia を訳してオーストラリア連邦とすることもある。
日本における漢字表記では濠太剌利とされ、またそこから濠洲（ごうしゅう）とも呼ばれる。「連邦」を付け濠洲連邦ということもある。「濠」「洲」は常用漢字の「豪」「州」を代用して豪太剌利・豪洲・豪州と書くことも多い。また、濠洲という略称は朝鮮語でも用いられ、ハングルでは 호주 と表記される。中国語圏での漢字表記は澳大利亞、略称は澳洲となる。
国名の由来はラテン語で「南の地」を意味する terra australis で、これはヨーロッパにおける伝説上の大陸、テラ・アウストラリス・インコグニタ（ラテン語:Terra Australis Incognita）のことを指している。

## 歴史

### 更新世の地球環境、人類の移動

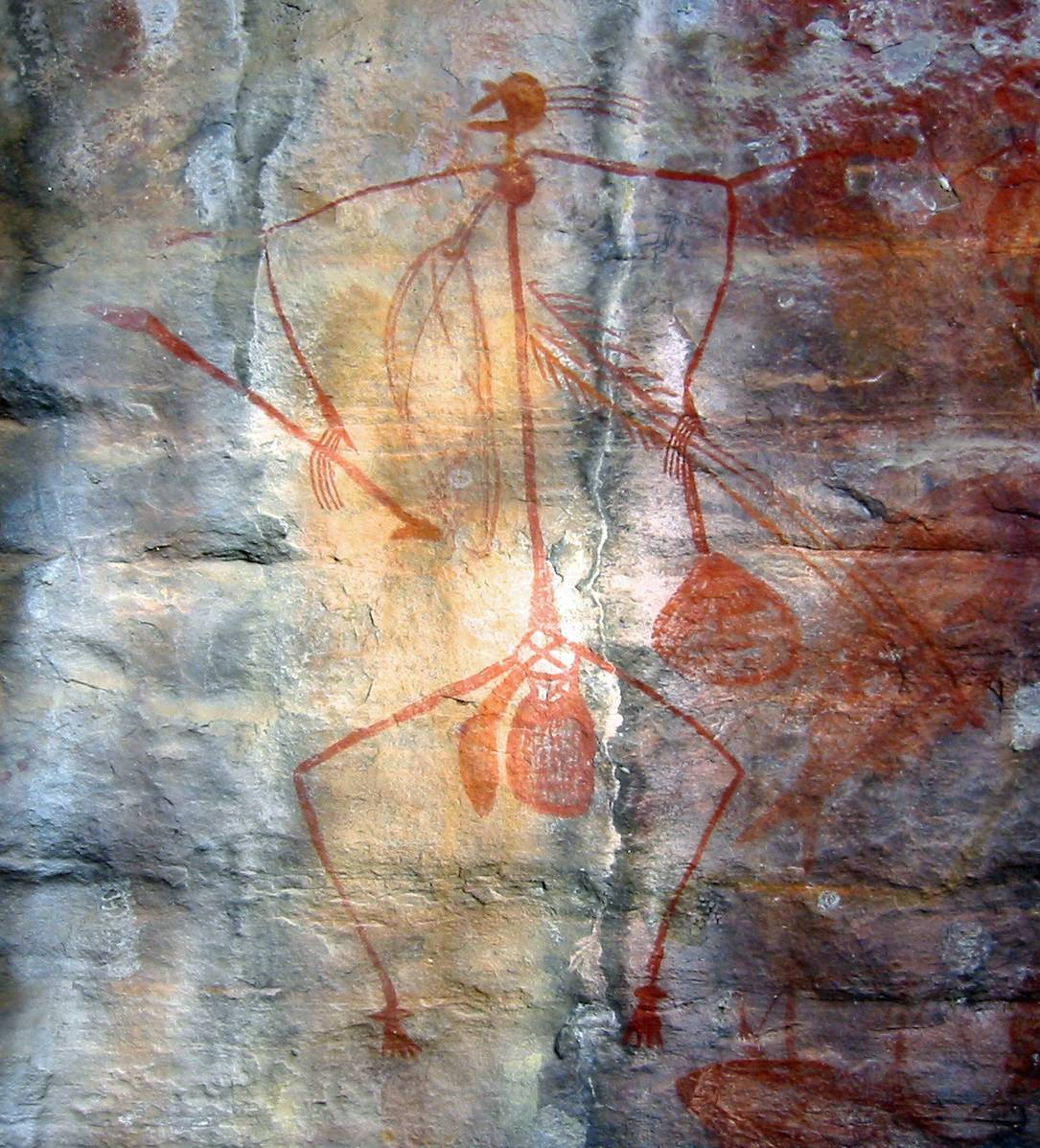
カカドゥの壁画
（ノーザンテリトリー・カカドゥ国立公園）

4万年 - 4万5000年前（6万年前、更にそれ以前とも言われる）、更新世の何回かの氷期の結果海面が100 - 150m下降した更新世末期の、今日より低海面の時代にアボリジニがニューギニア方面から渡り、先住民となったと考えられている。南東のタスマニア島に人類が渡った時期は、同島に存在する最古の人類居住遺跡が形成された時期約3万8000年前であろうと考えられている。また、その時期はバス海峡に陸橋が形成されたであろう時期と合致する。
沿岸はティモール海域、ニューギニアに伸び、ともに1つの陸地（サフル大陸）であり、アラフラ海、カーペンタリア湾、トレス海峡をつないでいた。スンダ列島から海の短い距離の部分を渡って Sahul へ、続いて陸橋を渡って来たと考えられている。
考古学的証明では、西オーストラリアのスワン川上流に4万年前、タスマニア（タスマニアも当時大陸に繋がっていた）には3万年前に人類居住跡が見つかっている。また、約4万2000年前とされる人類の化石もニューサウスウェールズ州で発見されている（例：ムンゴマン）。
ニューギニア、インドネシアとの動物・植物種の共有は、当時の陸橋の結果で、最後の氷期の終わりに海面が上昇し、ニューギニアとの間は海でへだてられた。海面レベルは6000年前から現代までほとんど同じである。
またカリオンで発見されたヒエログリフやンガリンジェリ族のラミンジェリ人の高齢者の主張を基に、オーストラリアの先住民は古代エジプトから弓と突出した船尾を備えたボートで海を渡って1万1000年前にオーストラリアや南アメリカなど世界中を周回した、と主張する者も居る。

### 人類の居住と氷期の終焉
木炭の発見から、火の使用も確認されている。狩猟採集民族は森林、硬葉樹林を開拓するためなどに使用した。耐火性の高いモクマオウ科、ユーカリ、アカシアなどが残った。
動物種では人間より大きい大型動物類の多くは絶滅し、多くの小型動物もいなくなった。ディプロトドン（全長3m、有袋類の草食動物で史上最大の有袋類）、数種の大きな飛べない鳥、肉食のカンガルー、体長5mのトカゲ、小型自動車ほどの大きさの亀などを含む、約60種の脊椎動物が絶滅した。大規模な絶滅の原因は火、狩猟、気候変動などと考えられるが、最も大きな原因は人間の介入だと思われている。
ヨーロッパ人による入植以前の人口は分かっていない。
1万3000年前に更新世末期、氷期終焉を迎え、トレス海峡、ヴィクトリアとタスマニアの間のバス海峡、カンガルー島との間に海面が広がった。アボリジニの伝説によると、氷期の終焉は早く（あっという間に訪れた）、海面の上昇（陸地の失現）とともに、魚が天から降って来た、津波があったと伝えられている。そのとき以来、タスマニアアボリジニは地理的に孤立し、9000年前にバス海峡の島々とカンガルー島の人間は消滅した。

### ヨーロッパ人の到達

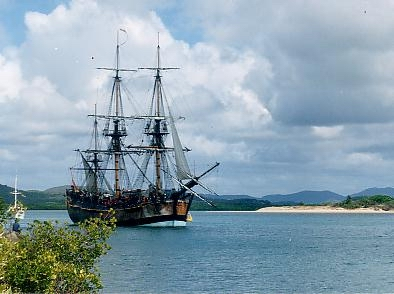
イギリスのジェームズ・クックは、エンデバーを指揮してボタニー湾に上陸、領有宣言を行った。

州設立の歴史

周りは荒い海であったために、16世紀ごろの世界地図にTerra Australis Incognita（テラ・アウストラリス・インコグニタ、「南方にある未知の大地」という意味）と表されていた。
1606年に当大陸に最初に到来したヨーロッパ人はオランダ東インド会社のウィレム・ヤンスゾーン であった。赤道に近い熱帯の北部地域に上陸し地図を作成したが、交易に値する物品はないと判断し、入植しなかった。
1770年にスコットランド人のジェームズ・クックが温帯のシドニーのボタニー湾に上陸して領有を宣言し、入植が始まり、東海岸をニュー・サウス・ウェールズと名付けた。なお、決定的証拠はないが、1770年に上陸したジェームズ・クックよりも150年も前に山田長政が先にオーストラリア大陸を発見していたという説がある。
アメリカの独立により、1788年からアメリカに代わり流罪植民地としてイギリス人の移民が始まった。初期移民団1030人のうち、736人が囚人 (男586人・女242人という説あり) で、その他はほとんどが貧困層の人間であった。また、当時は軽犯罪でも当地に流刑されたという。1791年の第2回囚人護送は1017人で、航海中に281人が死んだが、植民地での食糧難を加速させたため、政府は1年を待たずして自由移民を募り農地を拡大させた。
白人入植以降、先住民族であるアボリジニは白人による娯楽としての狩猟（スポーツハンティング）の対象となり虐殺された。その後も政府の政策によりタスマニア島を含むアボリジニの人口は激減した。
1828年に全土がイギリスの植民地となり、開拓が進んだ。その過程で先住民のアボリジニから土地を取り上げて放逐、殺害した。1830年までに純血のタスマニア先住民は絶滅させられた（ブラック・ウォー）。19世紀の初めにはスペイン産メリノ種羊を改良し、以後、羊毛産業が発展した。なお、羊が重宝されたのは羊毛に関してだけでなく、まだ冷凍船がなかったころ、肉類の中で羊肉が長持ちしたためである。
1851年にビクトリア内陸部で金が発見され、ゴールドラッシュが発生した。これ以降は南ヨーロッパや中国などイギリス以外の国籍の移民が増加した。特に中国人は、1850年代に3万人以上が労働者として渡来。当時200万人に満たなかった大陸人口の中において、中国人の増加は問題視されるようになった。後に、中国系の移民に対する排斥運動が起こり、後の白豪主義につながったといわれる。金の発見により内陸部の探検が活発になり、中東から持ち込まれたラクダを使った探検隊が編成された。1860年の「バーク・ウィルズ探検隊」は有名である。

### 事実上の独立後
1901年の、事実上のイギリスからの独立後もイギリス国王への忠誠からイギリスが参加した戦争には度々参加した。第一次世界大戦ではオーストラリア・ニュージーランド軍団 (ANZAC) として英仏軍と共にガリポリの戦いに参加し、オスマン帝国軍との激戦を経験した。ANZAC軍のガリポリ上陸記念日である4月25日はANZACの日として国民の祝日となっている。
1927年にはシドニーとメルボルンによる首都争奪戦のすえ、妥協案として両都市の中間地点に新都市キャンベラを建設し首都とした。
第二次世界大戦では、日本軍機によるダーウィン周辺などの北部都市への度重なる爆撃や通商破壊作戦、特殊潜航艇によるシドニー港攻撃を受けた。また、ニューギニアやボルネオから沖縄戦をはじめとする広範囲で連合国として日本軍と戦い、ノルマンディー上陸作戦以降はヨーロッパ西部の地上戦にも参加した。日本占領にもイギリス連邦占領軍の一員として多数の部隊を派遣したり、極東国際軍事裁判（東京裁判）の裁判長ウィリアム・ウェブを出すなどして参加した。
戦後はヨーロッパが人口激減と経済復興を経験したこともあり、白人移民は減り続けた。国力の基礎となる人口増加が鈍化したため、1960年代からは白豪主義を徐々に撤廃し、世界中から移民を受け入れる「多文化主義」へと移行した。朝鮮戦争やベトナム戦争にも積極的に参加し、アメリカと共に戦い、その後ベトナム難民を数多く受け入れた。1975年、ニューギニア信託統治地域がパプアニューギニアとして独立した。英米と協同歩調を取った2003年のイラク戦争にも参加した。
そして1986年に立法と司法からイギリスの影響を完全に排除した「1986年オーストラリア法」を制定し、名実ともに独立を果たした。
もっとも地政学的要因から、必ずしも北半球の欧米諸国の一員として行動していられない場面も多い。特にフランスによる南太平洋ムルロア環礁での核実験の際には、北半球の欧米諸国が黙認するなかで、隣国のニュージーランドと共に猛抗議した。このときは市民の間にもフランス製品に対する不買運動が広がり、大都市のフランス有名ブランド店には一時休業を余儀なくされたところもある。
2013年、MIKTAに加盟した。
2022年オーストラリア総選挙ではオーストラリア労働党が下院の第1党になった。

## 政治

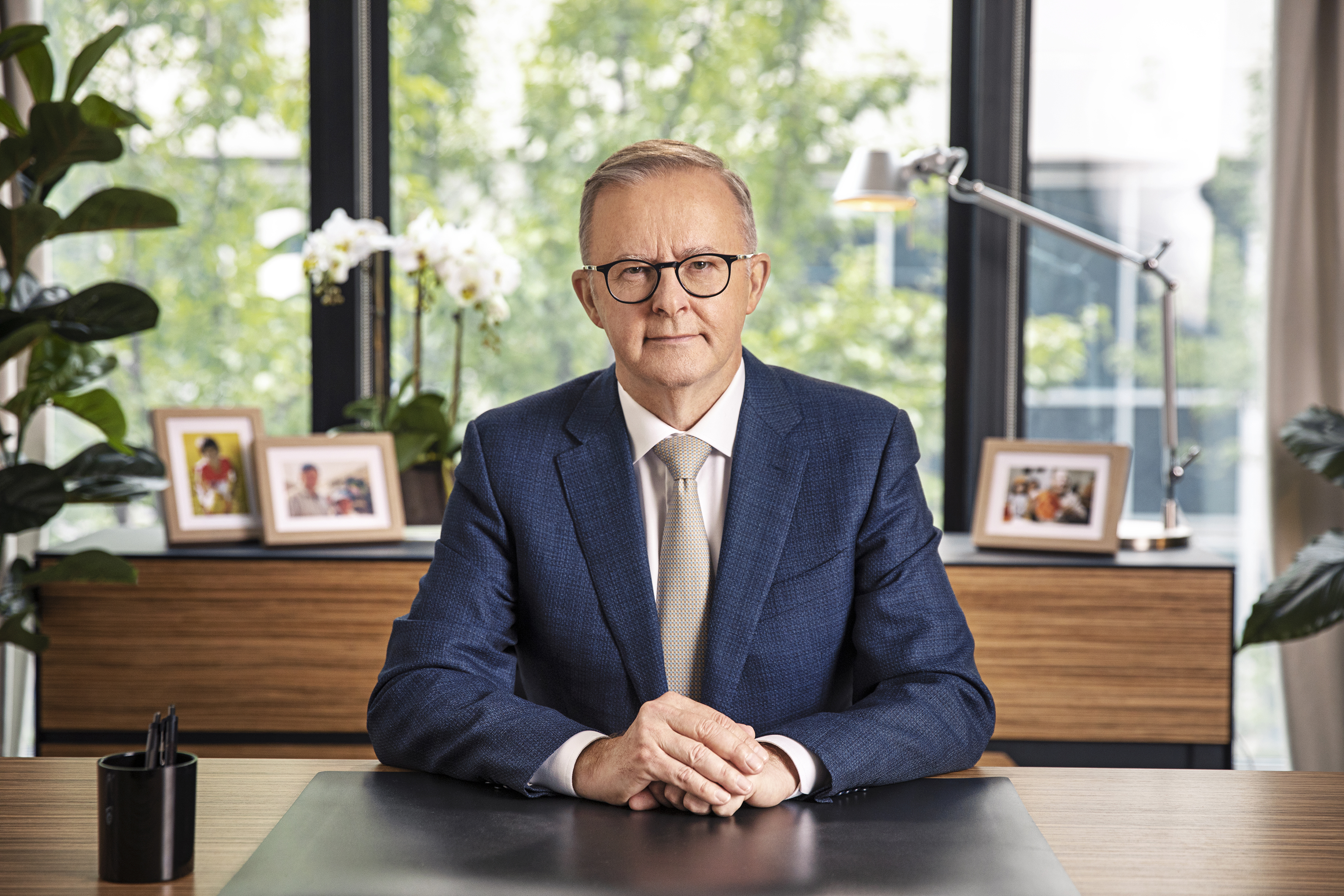
アルバニージ首相

### 政体
政体は立憲君主制・連邦制である。成文憲法のオーストラリア憲法をもつ。イギリス国王・女王と同一人物であるオーストラリア国王が国家元首とみなされる。実際にはオーストラリア総督が国王・女王の代行を務め、その権限は専ら儀式程度に限られる。1975年には、上下院が対立して予算案が議会を通らずに労働党政府の維持が困難になった際に、ジョン・ロバート・カー総督が憲法に基き議会を解散、当時の首相であったゴフ・ホイットラムを罷免し野党党首のマルコム・フレーザーに選挙管理内閣を委ねる事件が起き、論議を呼んだ。政府は議会に対してのみ責任を負うイギリス型の議院内閣制で、政府機関には移民市民権省など特有の機関がある。
一方で「共和制へ移行して、名実共に英国から独立すべき」と主張する共和派も活動しており、君主制の是非を問う国民投票もこれまで何度か実施されたが、いずれも僅差で否決されている。2016年12月には、当時の首相だったマルコム・ターンブルが「オーストラリア共和制推進運動（ARM）の大義はオーストラリアのための大義だ」として、共和制への移行を求める超党派ロビー団体ARMの会合で行った基調演説にて「女王エリザベスの退位後に行うべき」との旨を訴えていたことが報じられている。

### 議会

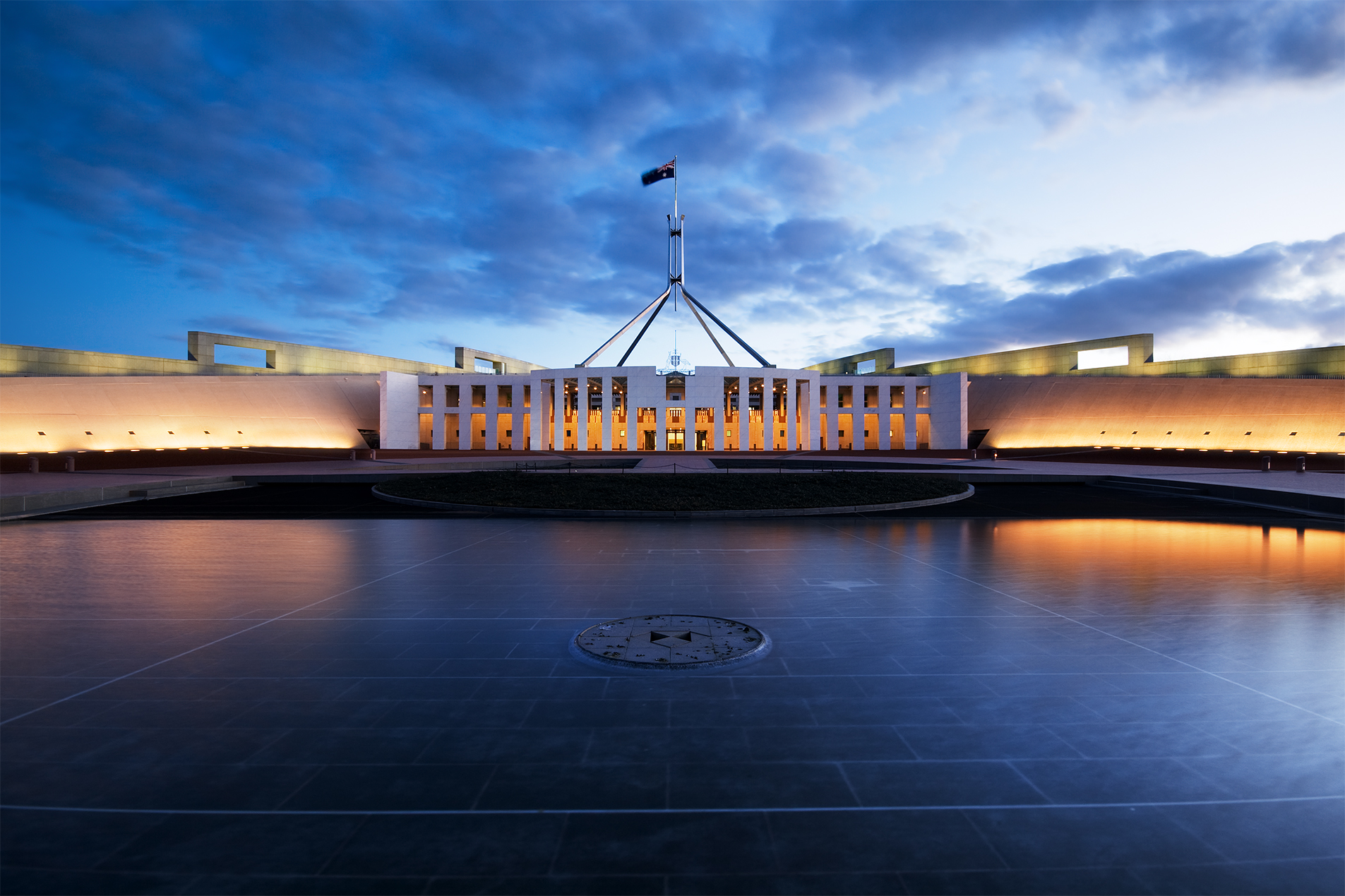
オーストラリア連邦議会

議会は二院制で、下院が金銭法案の先議権を有するほかは両院の権限は対等であり、米国のような上院の独自の権限は存在しない。選挙権は18歳以上（義務投票制）。上院は任期6年（ただし特別地域選出議員は3年）で､通常は3年毎に半数が改選される。各州から12名ずつ、特別地域選出議員（首都とノーザンテリトリー）から2名ずつの計76人から構成され（単記移譲式投票）、州を代表する。下院は任期3年で、小選挙区から1名ずつ選出（優先順位付き連記投票）され、定員は150人。主な政党は労働党、自由党、自由国民党、国民党。このうち、労働党を除く三党は保守連合（保守党）を構成している。下院に基礎をおく議院内閣制であるにもかかわらず、上院は選挙制であり（カナダのように任命制の場合は、上下両院が対立した場合には、選挙制である下院が優越すべきとなるが、選挙制であるためこれがない）、上下両院は対等の権限を有している。そのため、上下両院が対立して政治危機となった場合にそなえて、上下両院の解散（下院のみの解散は、制限なく可能）の制度を有している。これは、下院で可決された法案が上院で否決された場合に行うことができるもので、この場合は上院も全数が改選となり得票の上位半分が6年、下位が3年となる。更に、この上下両院選挙によっても対立が解消されない場合は、問題の法案を上下両院合同会議に付議できるとしている。議会はイギリス流に「パーラメント」と呼ばれる。

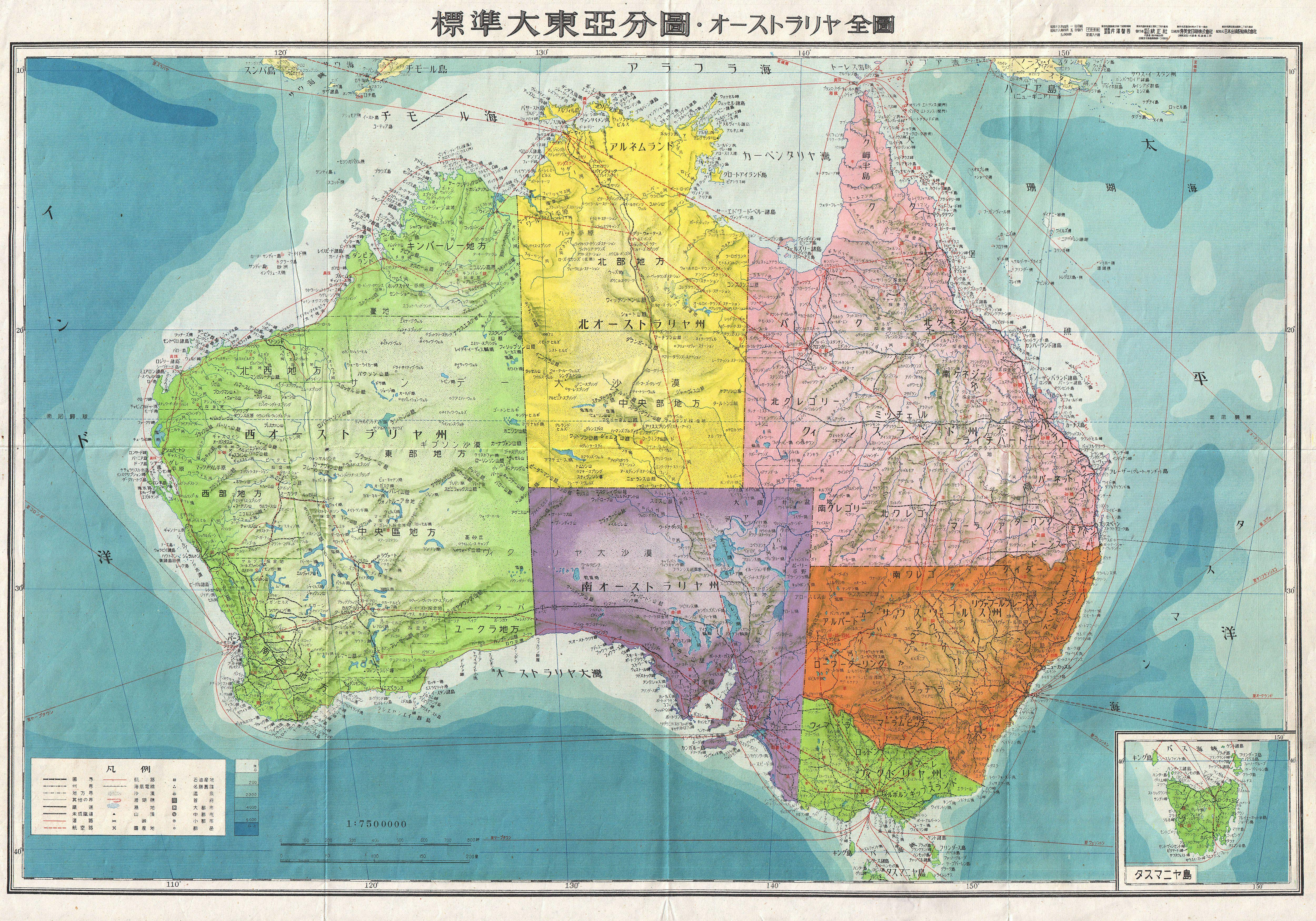

### 地方自治
6つの州と2つの準州で構成される。州の首相は「プレミア（Premiere）」、準州では「チーフ・ミニスター（Chief Minister ）」と呼ばれ、連邦政府の首相「プライム・ミニスター（Prime Minister）」と区別されている。首相は大臣を任命して内閣を組織する。歴史的経緯から州政府は強大な自治権を持っており、教育、医療、交通、警察の分野では主導的立場にある。
各州ごとの憲法あるいは地方自治体法により設置された地方自治体という単位で行われ、自治体のいくつかが統合されて広域自治体となる場合もある。
2006年4月時点の地方自治体は656で、各州ごとの自治体数は次のとおり。
| 州・準州                 | 地方自治体数 |
| ------------------------ | ------------ |
| ニューサウスウェールズ州 | 151          |
| ビクトリア州             | 78           |
| クイーンズランド州       | 124          |
| 西オーストラリア州       | 141          |
| 南オーストラリア州       | 68           |
| タスマニア州             | 29           |
| ノーザンテリトリー       | 65           |
| ACT                      | 6            |

### 司法府
オーストラリア連邦の司法権は同国憲法に基づき、オーストラリア高等裁判所および連邦議会が設置するその他の連邦裁判所へ付与されている。

## 国際関係

### 日本との関係

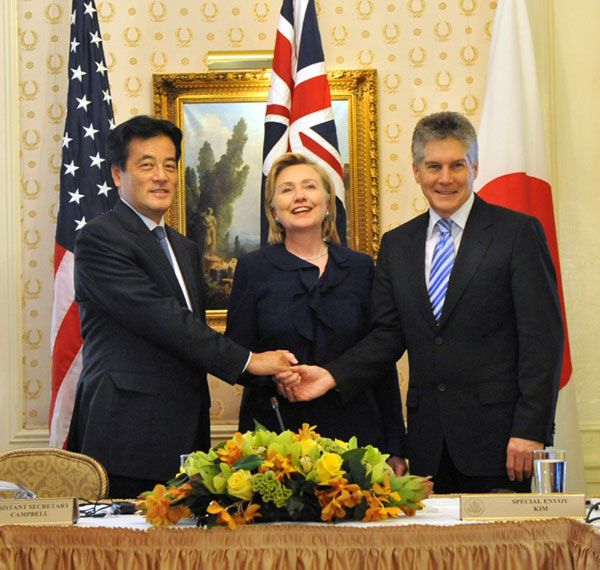
2009年9月21日、ウォルドルフ＝アストリアにて握手を交わす岡田克也外務大臣、ヒラリー・クリントンアメリカ合衆国国務長官、ステファン・スミスオーストラリア外務大臣。

日本は中国に次ぐ2番目の輸出相手国で、鉄鉱石、石炭、牛肉などが輸出されている。近年、アジア・太平洋地域との結びつきを重視し始めており、日本製品（主の自動車や電子機器などの工業製品）も多数輸入しており、多数の日本製品が生活には欠かせないものとなっている。これらのことから、2007年に日豪FTAと呼ばれる、日本とのFTA（自由貿易協定）交渉が始まり、2014年7月調印、2015年1月15日に発効した。
内外から批判は多いものの、イラク戦争で共同歩調を取ったことから政治的な友好関係が深まり、2006年には日米豪閣僚級戦略対話が行われるなど政治、安全保障、経済、科学技術などの面での関係拡大が図られ、政治面でもアジア・太平洋地域における日本の重要なパートナーとなりつつある。1976年に、日豪友好協力基本条約が締結され、締結30周年目に当たる2006年は「日豪交流年」とされ、これを記念し国内最大のコレクションを有するメルボルンのビクトリア国立美術館 (NGV) で、日本の漆に焦点をあて「フォーカス・オン・ラッカー展」を開催した。1984年来、同美術館に所蔵されている木漆工芸家菅沼三千子創作の赤漆盛器が改めて日豪交流の一役を担った。
2007年3月には、日豪首脳会談において日豪間の外交・防衛協力の緊密化を謳った「安全保障協力に関する日豪共同宣言」が調印された。戦後の日本にとって防衛に関する共同宣言は、アメリカ以外では初めてのことであった。これに関連し、防衛外交当局者による定期的な会議（2プラス2）の開催も決定した。一方で、同年、上院で慰安婦問題和解提言決議が採択され、慰安婦制度を「日本の歴史におけるおぞましい出来事」と批判した。
留学生や観光客が日本から訪れているほか、ワーキング・ホリデー協定を最初に締結した国（1980年）であり、現在でも対象国中で高い人気を誇っている。ケアンズやゴールドコーストのサーファーズパラダイスでは、多数の日本人の店員や観光客、日本語の看板も多く目にする。また近年、ケアンズを修学旅行先として選ぶ学校もあるが、増加を続ける外国人観光客のうち、日本人観光客は2006年9月と2007年9月との比較で10%減少し、また来豪日本人数のピークである96〜97年では年間約96万人を数えたが、2010年との比較では最盛期の1/3にまで落ち込んだ。
一方、スキー・スノーボード目的の観光客が近年、日本の北海道のニセコに多く訪れている。北海道の雪質が好まれる他、「地理的にさほど離れていない・時差が少ない・季節の逆を利用して楽しめる」などの点が人気のようである。また日本語学習者も多く、有名な観光地では日本語を話すことができる人や日本に留学したり住んでいたりする人も多くいる。日本語学習者は実際数も、総人口に占める日本語学習者の割合もどちらも欧米諸国の中でトップである。ちなみに日本人が当地に初上陸した場所はメルボルンで、2002年の『第22回全国高等学校クイズ選手権』（日本テレビ）の関東大会第一問で取り上げられた。
2018年に外務省が実施した世論調査における「オーストラリアにとって今後重要なパートナーとなるのは次のうちどの国か」という設問では、日本は44%でアメリカと同率1位となっている。
2018年11月16日、日本の安倍晋三首相は第二次世界大戦時にダーウィン空襲がおこなわれたダーウィンを訪問し、スコット・モリソン首相とともに慰霊碑に献花して亡くなった250人以上を追悼した。オーストラリアの地元紙は関連記事を多数掲載して好意的に報じており、地元紙『ノーザンテリトリーニュース』は、安倍首相とモリソン首相がダーウィン空襲の犠牲者を含む戦没者を慰霊する碑を訪れ、献花した際の写真を「州のライジングサン」の見出しとともに掲載し、別記事では「このすばらしい、歴史的な安倍首相の訪問で、日豪の友好の絆がさらに強まったことをうれしく思う」とする地元交流団体のコメントを掲載し、歴史家の「われわれは決して忘れないが、許すことができる」との寄稿を添えた。2020年8月28日、オーストラリアのモリソン首相は、安倍首相が辞任する意向であることを表明したことを受けて「日本はオーストラリアにとり、最も緊密なパートナーのひとつである」「私が首相として最も心を動かされた体験のひとつが、ダーウィンにおける慰霊碑への献花である。安倍首相と並んで立ち、オーストラリアの戦没者に敬意を表すると共に、両国が現在共有する忠誠と友情の絆を示し合った。これは、両国が時間をかけて歩んできた長い旅路の象徴的な一歩であった」という声明を発表した。
2022年1月6日、日本の岸田文雄首相とオーストラリアのモリソン首相は、オンライン上で行われた首脳会談で日豪円滑化協定に署名した。

### イギリスとの関係
1942年のウェストミンスター憲章に基づきオーストラリアの国家元首であるオーストラリア国王はイギリス国王が兼任している。普段はオーストラリア議会が選んだ人物をオーストラリア国王が任命したオーストラリア総督が名代を務めている。
イギリスが太平洋地域から撤退した第2次世界大戦以降、ポール・キーティングやジュリア・ギラードと言った首相のときにオーストラリアでは共和制の議論をたびたびなされている。ギラードが「共和制が実現するとしたらエリザベス2世の治世の後であろう」といったが、2022年エリザベス2世が崩御してチャールズ3世が即位した。それまではオーストラリアの紙幣やコイン、切手などにはエリザベス2世の肖像画が描かれていたが、オーストラリア中央銀行はチャールズ3世の肖像の新紙幣の発行を見送った。アボリジニなど先住民の文化にアイデンティティを求める国民感情を配慮したとされる。
このような歴史背景上、オーストラリア先住民の中には強い反英感情を持つ人々がおり、2024年10月21日にチャールズ3世がキャンベラを訪問した際、国会での演説終了間際にオーストラリア先住民のリディア・ソープオーストラリア上院議員は「あなたは私たちの国王ではない!」などとチャールズ3世に激しい反英感情をぶつけた。

## 軍事

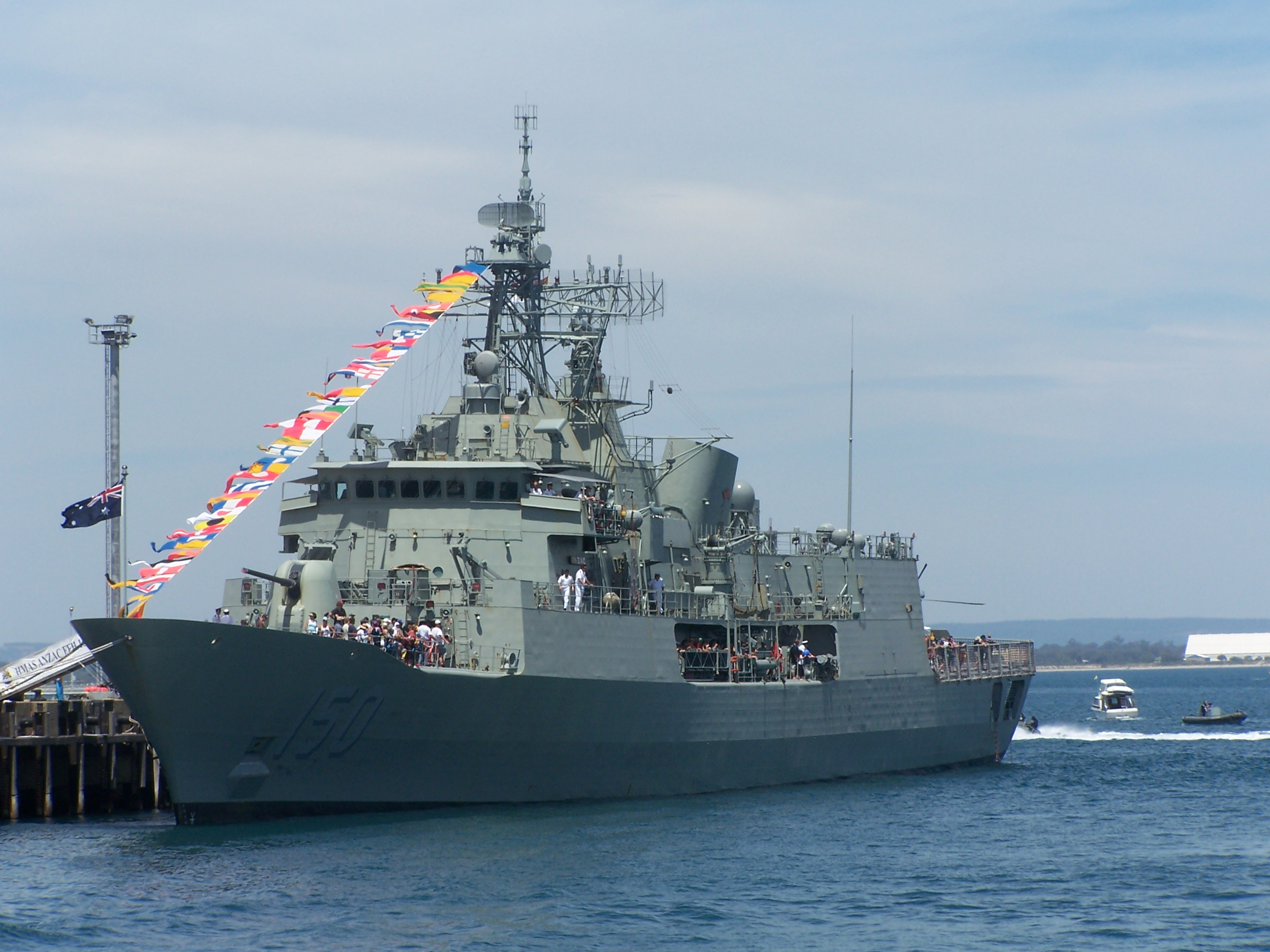
アンザック級フリゲート「アンザック」

オーストラリア陸軍、オーストラリア海軍、オーストラリア空軍からなる。オーストラリア大陸まるごとを国土とし、その広い領土・領空および長大な海岸線を防衛する必要性があることから、在外アメリカ軍を除けばオセアニア最大規模である。国防費も対GDP比1パーセント台後半で推移しており、21世紀の主要先進国としては標準的か少し高い割合となっている。イギリス連邦諸国やアメリカ合衆国などとの国際協力にも積極的であり、湾岸戦争やイラク戦争にも派兵した。

### 情報機関
オーストラリアの情報機関は、第二次世界大戦と冷戦以降、目まぐるしいまでの発展を遂げている面が覗える。
国家情報局（ONI）は米国国家情報長官室ならび英国合同情報機構と同等の規模で、別名に「首相府国家評価室」がある。保安情報機構（ASIO）は同国における防諜機関の位置付けとなっており、テロリズムやスパイ対策を主な任務としている。他には情報安全議会合同委員会（PJCIS）や情報安全総局（IGIS）が存在している。

## 地理

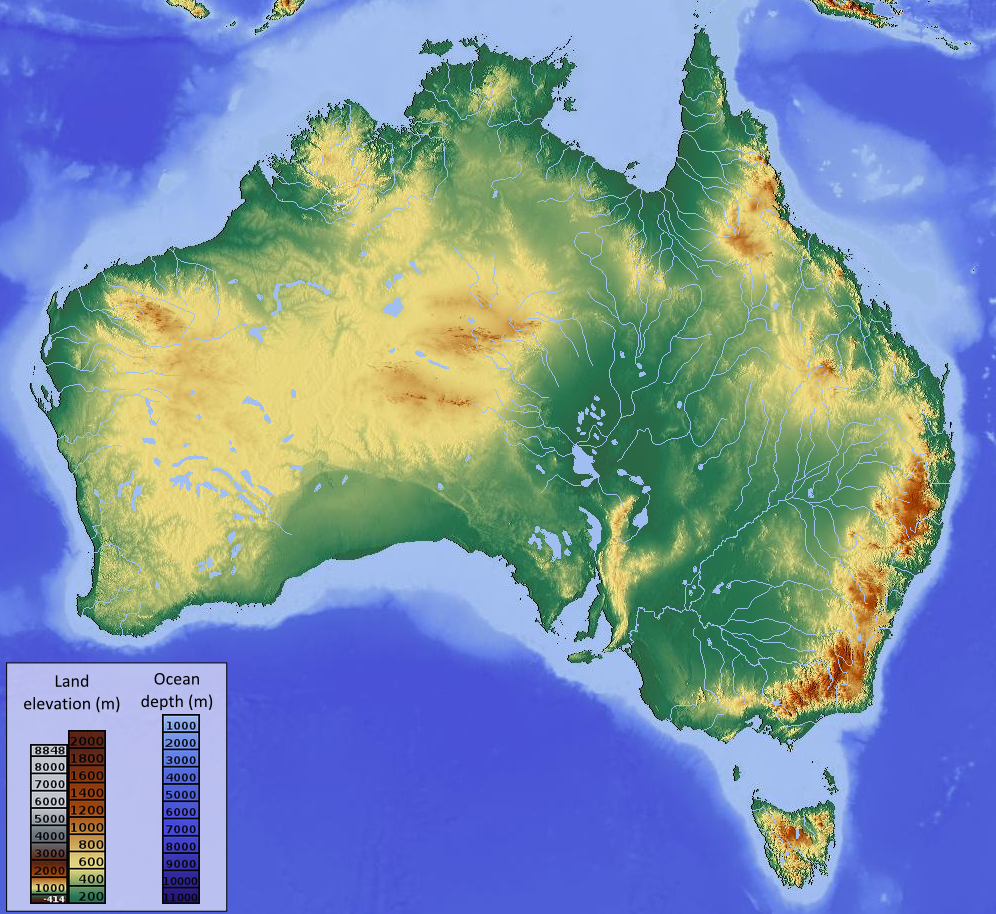
地形図

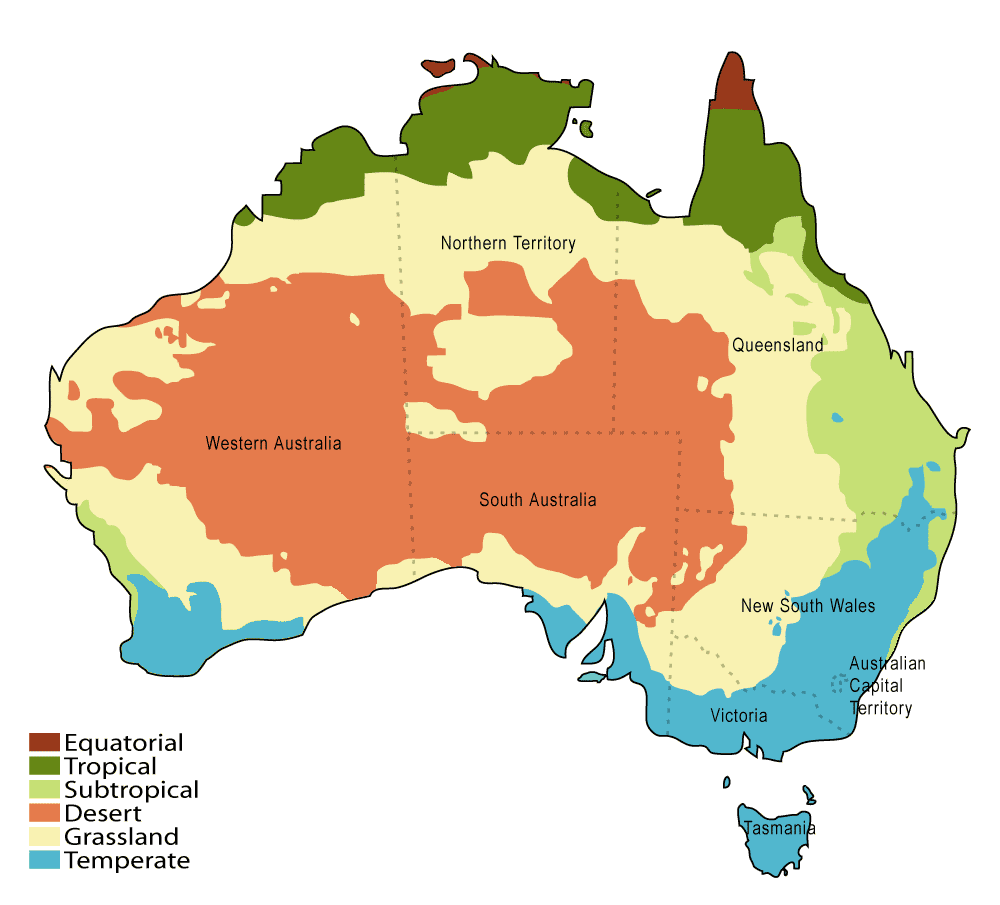
ケッペンの気候区分に基づくオーストラリアの気候図

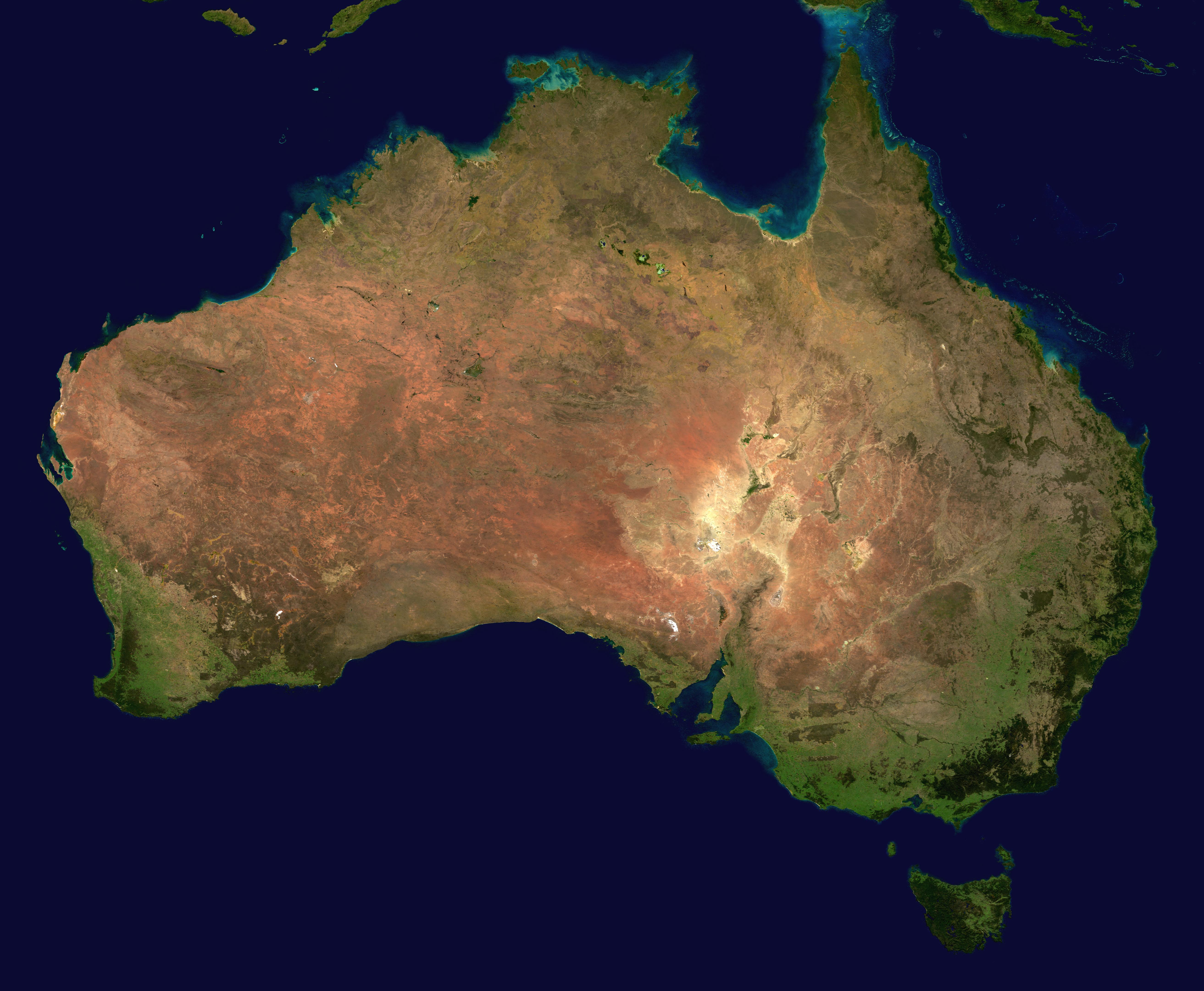
オーストラリア上空からの衛星画像。国土のほとんどが砂漠で覆われているため、人口の多くは沿岸部に集中している。

オーストラリア大陸（オーストラリア本土）とタスマニア島及び、その他の小さな島で構成。オセアニア州のオセアニア大陸とは、ほとんどオーストラリア大陸に等しい。平均高度が340mと地球上の全大陸中もっとも低く、2,000m以上の地点の面積比が計算上0.0%となり、これも全大陸中もっとも低い。しかしながら、高度別の頻度分布では200〜500mに相当する面積が最も広く42%に達する。これも他の大陸にない特徴であり、つまりは低い大地が一面に広がり、起伏が小さな大陸だと言える。
当大陸の東側には古期造山帯のグレートディバイディング山脈が延びる。最高峰は首都キャンベラの南南西120kmの地点にそびえるコジアスコ山 (Kosciuszko)。標高2,228m（オーストラリア政府）、2,230m（理科年表2006）。更に東側は温暖湿潤気候、西岸海洋性気候の過ごしやすい気候で人口はこの地域に集中し、ブリスベン、シドニー、メルボルンといった大都市は全てこの地域にある。グレートディバイディング山脈の西側は乾燥したステップ気候の大鑽井盆地（グレートアーテジアン盆地）であるが、井戸を掘れば水が出るので、羊の放牧が行われている。大鑽井盆地より更に西はグレートサンディ砂漠、グレートビクトリア砂漠、ギブソン砂漠などの砂漠が広がり、人はあまり住んでいない。大陸の西海岸にパースがあるぐらいである。なお、同大陸はインド洋と太平洋に囲まれており、環太平洋地域に位置しているが、地震や津波といった自然災害の発生はごく稀で、近年まで大規模となり得るものもこれまでほとんど確認されていなかった。

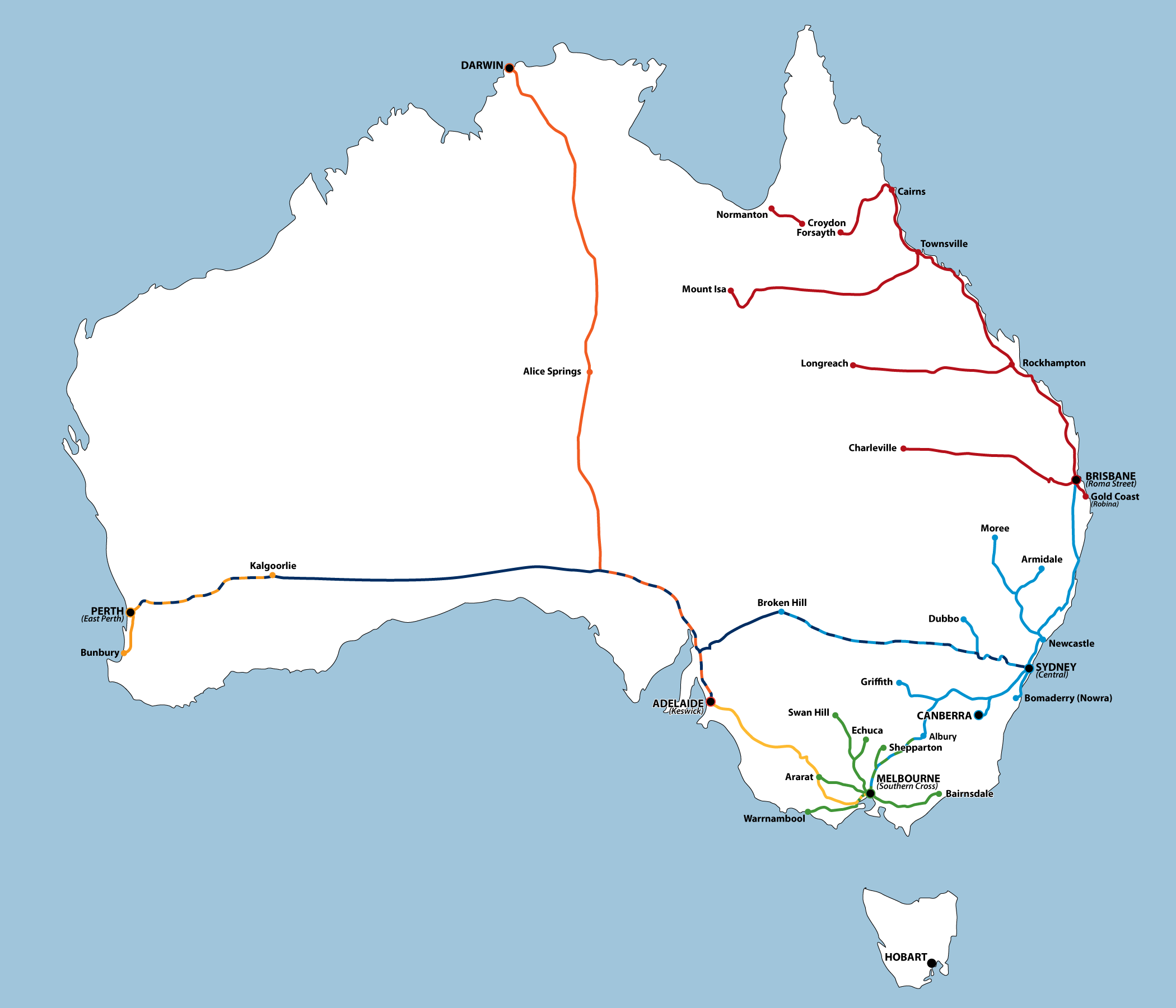
旅客鉄道路線

### 地質
オーストラリア大陸はインド・オーストラリアプレート上に位置する。１億8千万年前ペルム紀に始まる超大陸ゴンドワナの分裂により、白亜紀にかけてアフリカ大陸、インド亜大陸、南極大陸と分離していき、5千万年前に孤立した大陸となった。それに伴い現在の地質分布が反映され、大きく分けて西部には太古代のクラトンが、中央部に原生代の深成岩・変成岩が、東部に古生代から新生代の岩石が見られ、それぞれの周囲を比較的新しい堆積岩が覆う。東部には最も新しい完新世の火山活動もある。

### 結節点
オーストラリアの交通は、特に鉄道が、専ら観光業や鉱業のために結節点をつくっている。都市も結節点の周辺に発達してきた。
大陸の北東部は熱帯雨林気候または熱帯季節風気候に属し、サンゴ礁が広がるグレート・バリア・リーフが有名で観光地になっている。ケアンズが観光拠点になっている。
ノーザンテリトリーのウルルは複合遺産として認められた代表的な自然景観で、有名な観光地になっている。
グレートディバイディング山脈では石炭が採れる。楯状地は金属の宝庫である。大陸の北西では鉄鉱石が、西部では金が産出する。大陸北部ではボーキサイトやウランが産出し、世界有数のボーキサイト・ウラン輸出国になっている。ウランについては、劣化ウラン弾が戦争で使用されて国内外から批判を長らく浴びたので、輸出量は往時に比べると激減した。しかしリオ・ティントなどの採掘業者は撤退していない。

### 動植物
コアラ、カンガルー、ポッサムなどの有袋類やカモノハシ、ハリモグラなどの単孔類、エミューに代表されるように、地理的隔離と気候の多様性が生んだその生態系は非常に個性的である。森林率は19%であり高山植物から熱帯雨林まで様々な植物の自生地帯が存在するが、大陸の大半は砂漠とステップ（半乾燥帯）で占められる。
多くの固有の生物を守るために、厳しい検疫を行っている。

### 環境問題
自然環境は非常に苛酷であるとされ、大陸の40%が非居住地域（アネクメネ）となっている。その理由は土壌の栄養分が極めて乏しいこと、塩害が発生しやすいこと、降雨量が少ないことの3つである。こうした悪条件により、穀物生産や牧畜業、果樹生産など広範な分野において農業生産性は極めて低い。また河川から海に流入する栄養分も貧弱なため、漁業生産もその広大な排他的経済水域から考えると非常に少ないとされる。このような苛酷な環境に加え、近年の地球温暖化の影響により、降雨量が更に減少し、農業、畜産、日常生活に大きな影響を与えている。
また、ヨーロッパの入植者によって砂漠地帯開発のためのラクダ、狩猟目的のアナウサギやアカギツネ、サトウキビの害虫を駆除するためのオオヒキガエル、イノシシ（正確には飼育されていた豚が野生化したもの）など、本来生息していなかった多数の外来種が持ち込まれ野生化・繁殖し、天敵がいないため個体数を急激に増やしている。結果、在来生物を絶滅・減少させ生態系が破壊され、牧草や農作物へも被害を及ぼし問題となっている。
近年、更に深刻な問題となっているのが南極上空付近のオゾン層破壊による紫外線問題であり、皮膚炎、皮膚ガン患者数は年々増加している。政府は国民に対し、外出の際には紫外線対策を怠らないように警告を促している。
電力は自国で産出する石炭を利用した火力発電により6割をまかなっているが、2020年ごろから世界的に進む環境政策にも石炭産業から支援を受ける与党議員の反対により消極的である。これに対し農家を支持基盤とする与党議員の反発を招いている。

## 地方行政区分

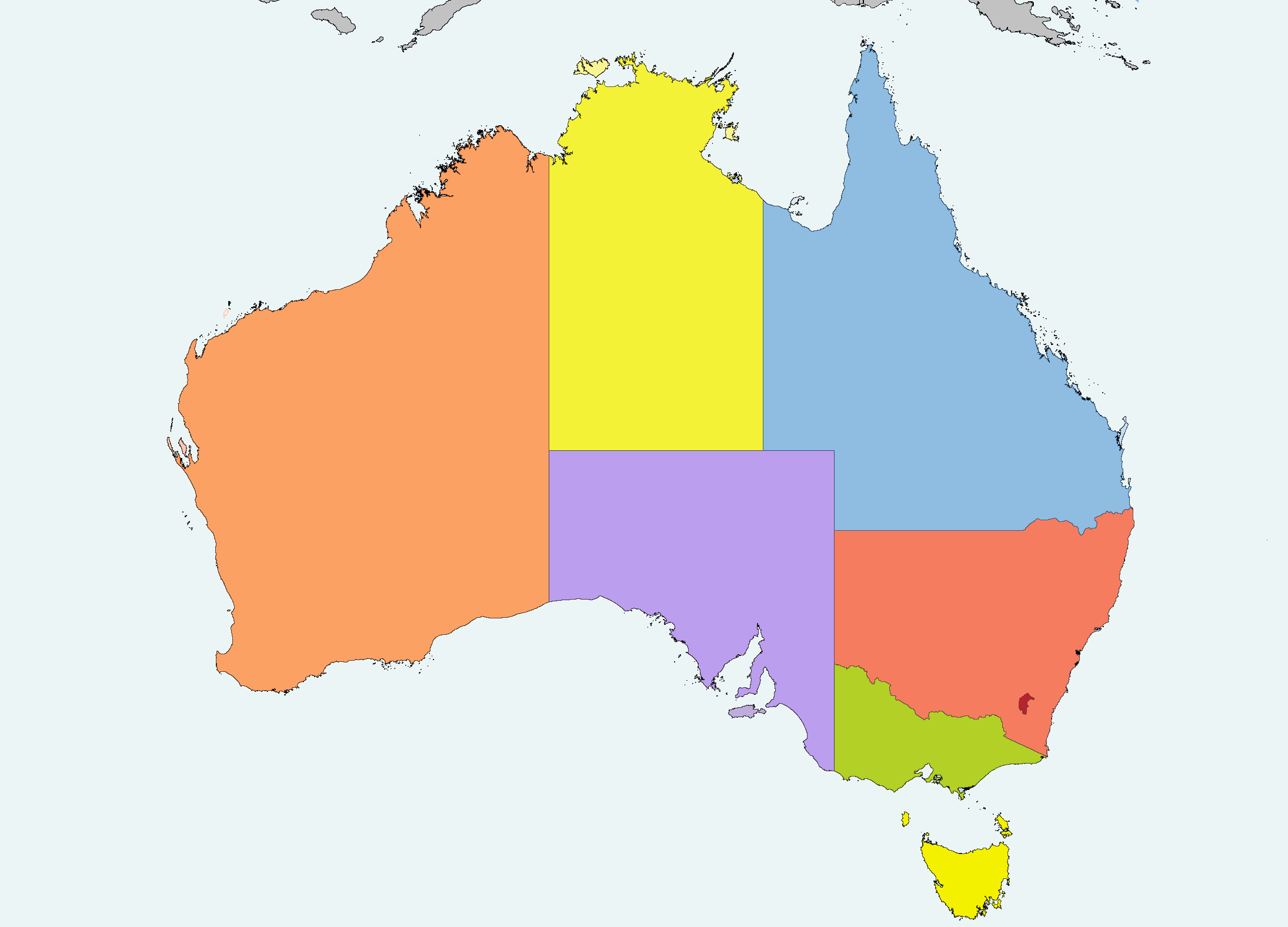
6州とACT・NT

6つの州とその他の特別地域に区分されている。政体としての地方行政区画には、都市部ではシティ（City）、タウン（Town）、農村部ではシャイア（Shire）、ディストリクト（District）がある。自治体組織を指す場合はカウンシル（Council）を付けて呼ばれることが多い。

### 州
- 西オーストラリア州 (WA)
- ビクトリア州 (VIC)
- クイーンズランド州 (QLD)
- 南オーストラリア州 (SA)
- タスマニア州 (TAS)
- ニューサウスウェールズ州 (NSW)

### その他の特別地域
- オーストラリア首都特別地域 (ACT)
- ノーザンテリトリー （NT/北部準州）
- アシュモア・カルティエ諸島
- オーストラリア南極領土
- クリスマス島
- ココス諸島
- コーラル・シー諸島
- ジャービス湾
- トレス海峡諸島
- ハード島とマクドナルド諸島
- マッコーリー島
- ノーフォーク島
- ロード・ハウ群島

### 主要都市
| 順位                       | 都市                                | 行政区分                                              | 人口      |
| -------------------------- | ----------------------------------- | ----------------------------------------------------- | --------- |
| 1                          | シドニー                            | ニューサウスウェールズ州                              | 4,914,343 |
| 2                          | メルボルン                          | ビクトリア州                                          | 4,893,870 |
| 3                          | ブリスベン                          | クイーンズランド州                                    | 2,430,180 |
| 4                          | パース                              | 西オーストラリア州                                    | 2,045,479 |
| 5                          | アデレード                          | 南オーストラリア州                                    | 1,340,794 |
| 6                          | ゴールドコースト-トゥウィードヘッズ | クイーンズランド州 · ニューサウスウェールズ州         | 693,671   |
| 7                          | ニューカッスル                      | ニューサウスウェールズ州                              | 491,474   |
| 8                          | キャンベラ-クイーンビアン           | オーストラリア首都特別地域 · ニューサウスウェールズ州 | 462,136   |
| 9                          | サンシャイン・コースト              | クイーンズランド州                                    | 341,069   |
| 10                         | セントラル・コースト                | ニューサウスウェールズ州                              | 335,470   |
| 11                         | ウロンゴン                          | ニューサウスウェールズ州                              | 306,034   |
| 12                         | ジーロング                          | ビクトリア州                                          | 275,794   |
| 13                         | ホバート                            | タスマニア州                                          | 216,682   |
| 14                         | タウンズビル                        | クイーンズランド州                                    | 181,668   |
| 15                         | ケアンズ                            | クイーンズランド州                                    | 153,951   |
| 16                         | トゥーンバ                          | クイーンズランド州                                    | 138,223   |
| 17                         | ダーウィン                          | ノーザンテリトリー                                    | 133,331   |
| 18                         | バララット                          | ビクトリア州                                          | 107,652   |
| 19                         | ベンディゴ                          | ビクトリア州                                          | 100,991   |
| 20                         | オルベリー-ウォドンガ               | ニューサウスウェールズ州 · ビクトリア州               | 94,837    |
| 2019年オーストラリア統計局 |                                     |                                                       |           |

特に、2位と3位及び5位と6位の都市人口の差が大きい。

## 経済
混合経済であり、インフラの多くを国、州などが持つ。具体例は、電話のテルストラ、各種公共交通、英語圏最古の航空会社であるカンタス。

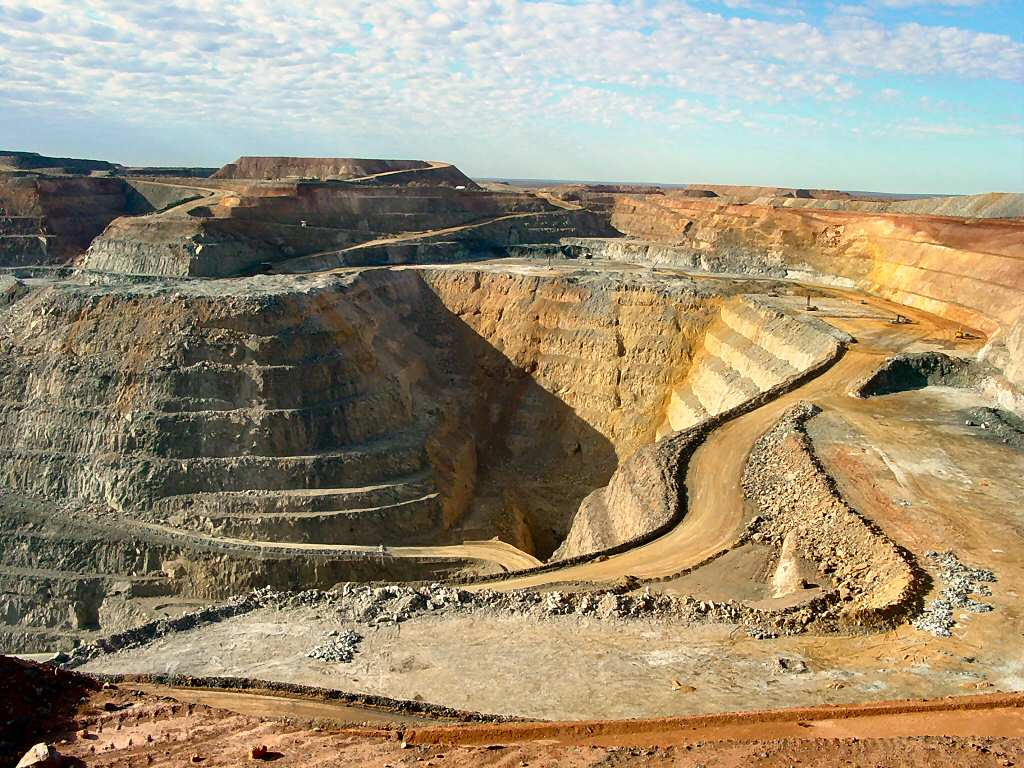
オーストラリアは、農産物や鉱産物などの第一次産品の輸出国としての側面、および、第三次産業の割合が圧倒的に高い先進国型の産業構造を持つ側面との二つの顔を持つ。

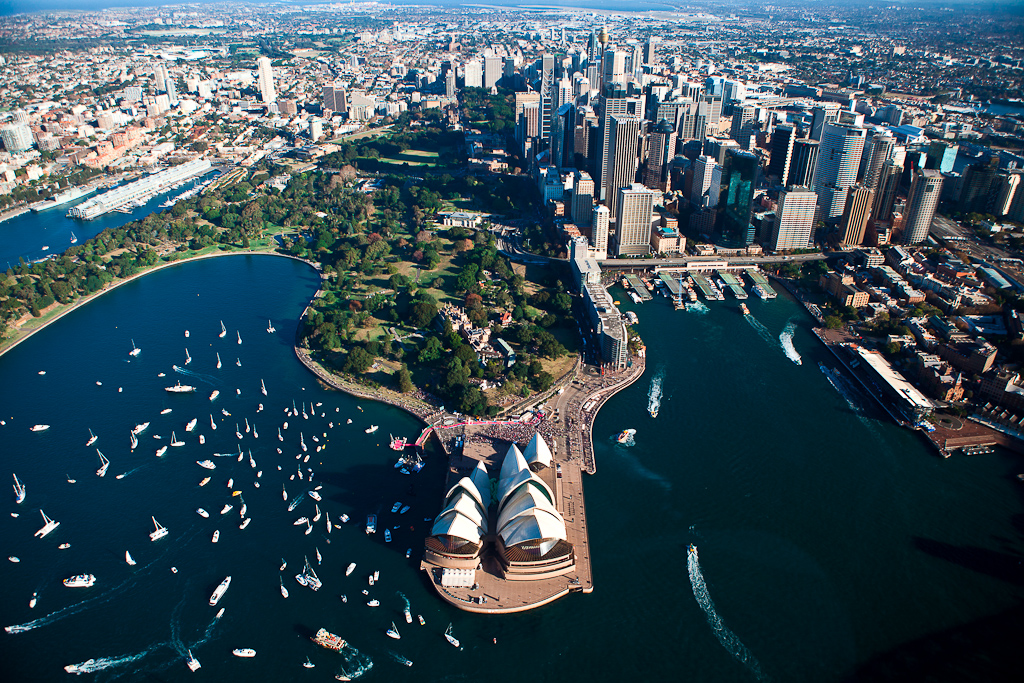
シドニーは同国最大の金融センターであり、世界有数の世界都市である。

### 基本情報
- 会計年度 - 7月1日から6月30日
- 加入している主要貿易関係国際組織:APEC、WTO、OECD
- GDP:8640億 AUD
- GDP成長率:3%
- 1人あたりGDP:43,000 AUD
- 産業 - 農業、鉱業、工業、サービス業
- 労働人口 - 1000万人
- 失業率 - 5.2%

貿易
- 輸出 - 1,270億 AUD
  - 相手国 - 日本、中国、韓国、アメリカ、ニュージーランド
- 輸入 - 1,495億 AUD
  - 相手国 - アメリカ、中国、日本、ドイツ

ODA出資:25億 AUD

### 産業
- 小売業 - ウールワース、コールス・グループ
- 自動車 - 乗用車の製造が行われてきたが、2017年にオーストラリアドル高などを理由にトヨタとGMが撤退、生産国の看板を下ろすこととなった[66]。

- 農業 - 牛肉など輸出を行っている品目がある[67] ものの貿易に特化しているとは言い難く、多くが自給自足となっている。
  - 牧畜 - 羊毛
  - 畜産 - 牛肉（オージー・ビーフ）、羊肉
  - 穀物 - 小麦、米[68]、ホップなど
  - 青果物 - リンゴ、サクランボ、カスタードアップル、スターフルーツ、パイナップル、モモ、マカダミアナッツ、柑橘類、アスパラガス、ニンジン、タマネギ、レタス、ブロッコリーなど

- 鉱業 - 鉱物資源が豊富であり、鉄鉱石、ボーキサイト、チタン、ウラン、金、オパールが採れる。鉄鉱石の採掘者で近年もっとも活躍するのはフォーテスキュー・メタルズ・グループである。ボーキサイトの算出は、世界の約27%を占める。金鉱山はジョゼフ・グトニクによる開発が知られる一方、南アから来たゴールド・フィールドも操業している。化石燃料では石炭、原油、天然ガスなどが海域も含め存在する。

- エネルギー - オーストラリアはエネルギー純輸出国であり、2009年には世界4位の石炭生産国として認知されていた。

- 観光 - 豊かな自然のため、主産業の一つ。
  - カジノ - 庶民・観光客の娯楽となっている。

## 科学技術
オーストラリア科学技術局は同国における科学技術の最高機関として認知されている。

## 国民

人口ピラミッド

地域ごとの平均年齢（2011年）

### 民族
多民族国家であるオーストラリア国民のうち約70%がヨーロッパ系の白人であり、その他にアジア人が約12%、アボリジニ（オーストラリア先住民）などが約2%、アフリカ系の黒人が約1.5%となっている。移民は全体の約2割を占め、出身国はイギリス、ニュージーランド、中国、インド、イタリア、ベトナム、ギリシャが多い。
移民の中には帰国したものも多い。
1975年に人種差別禁止法が制定されるまでは、「白豪主義」という国家政策に基づき白色人種以外の移民を受け入れることを基本的に禁止していた。2011年公開のイギリス映画『オレンジと太陽』で描かれた児童移民もいる。

### 言語
公用語は英語（オーストラリア英語）で、人口の78.5%が家庭で英語のみを使用し、最も広く使われている。また移民の割合が高いため、非英語圏から来た移民あるいはその子孫の中には家庭で祖国の言葉を使う者もおり、中国語話者が2.1%、イタリア語話者が1.6%など少数だが存在する。先住民族の言語（オーストラリア・アボリジニ諸語、タスマニア諸語）は植民地化の過程で多くが消滅し、現在まで残っている言語もほとんどが消滅の危機に瀕している。
一部では、クレオール言語（オーストラリア・クレオール言語）も使用される。

### 人名・婚姻
移民も多く、さまざまな人名が存在する。さらに、氏名の変更が比較的容易に可能である。また、婚姻の際には、夫婦別姓、結合姓、夫婦同姓いずれも選択可能である。

### 宗教

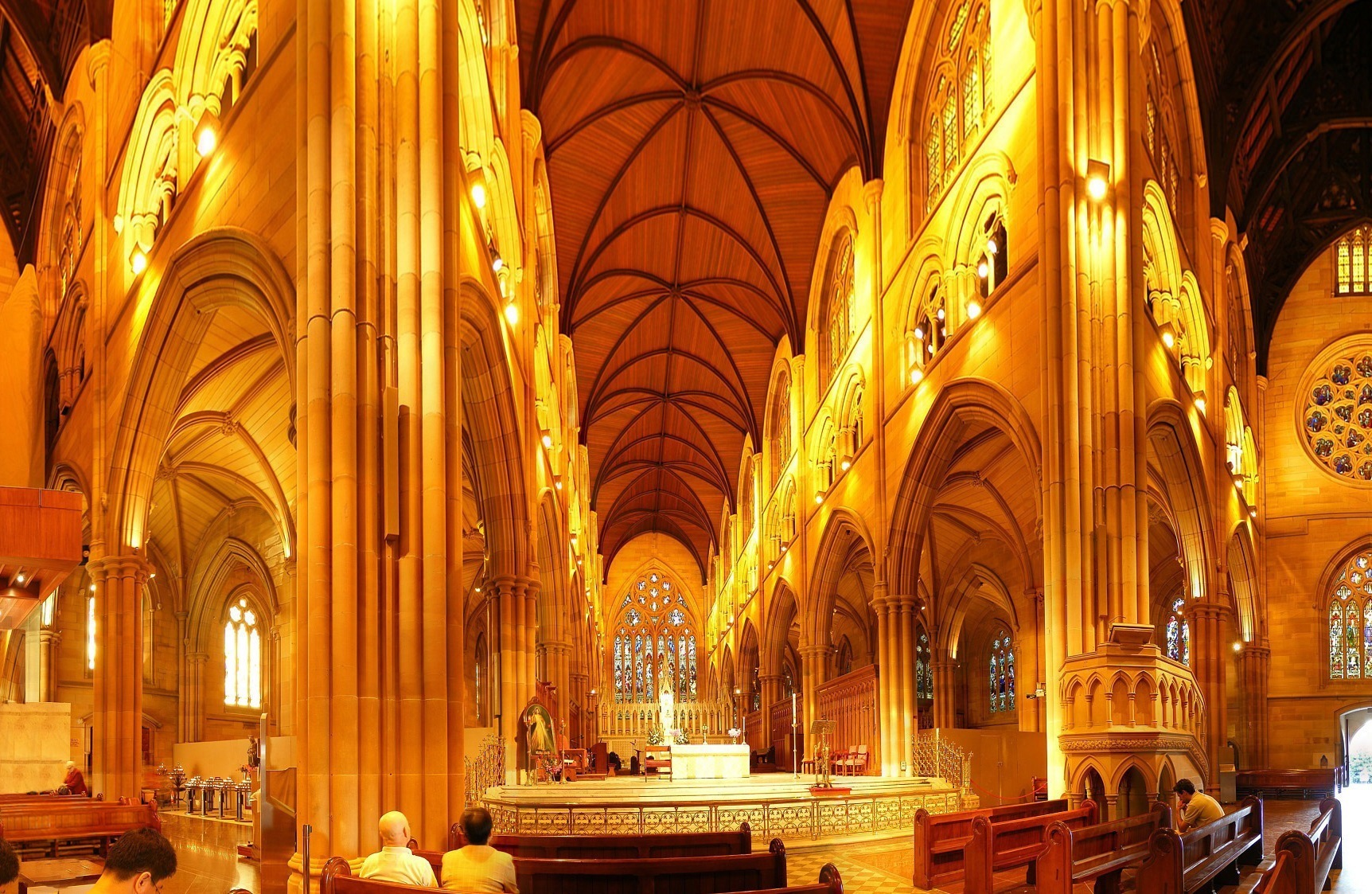
シドニー・セント・メアリー大聖堂

宗教はキリスト教が主であり、2021年の国勢調査によれば、ローマ・カトリックが20%、聖公会が20%などを含めたキリスト教徒全体が約43.9%、非キリスト教が9.1%、無宗教が38.9%、無回答が7.2%である。また別の統計によれば、週に少なくとも1回は教会を訪れるのは、人口の7.5%であるという。

### 教育
公立校は各州の教育省が管轄しており、州によってカリキュラム、中学校への進学学年、学期制度などが異なる。
6歳から15歳（日本の高等学校1年）、あるいはタスマニア州の16歳（高校2年）までが義務教育期間となる。小学校入学前の就学前教育機関はプリスクールと呼ばれ、デイケアなどが含まれる。プリスクールを幼児教育ではなく初等教育の一部とする州もある。小学校はプライマリー・スクールと呼ばれ、男女共学で6年生または7年生まで。中等教育はセカンダリー・スクールと呼ばれる中高一貫で12年生までが通うが、例外はタスマニア州で7年から10年までのハイスクールと11・12年のセカンダリー・カレッジに分かれている。大学やTAFEはターシャリー・エデュケーションと呼ばれる。大学は大多数が州立大学であり、国立と私立は少数である。オーストラリアの大学は留学生の比率が非常に高い。
初等、中等教育機関には私立校が多く、全体の約3割を占める。キリスト教主義学校とくにカトリックと聖公会に属すものが多い。教会直属の学校のほかに、イギリスと同様、インデペンデント・スクールと呼ばれる学校が多くあり、一部は名門校として知られている。授業料が比較的安いためカトリック系インデペンデント・スクールは人気があり、私立校の一分野を築いている。オーストラリアの私立校は政府から補助金を支給されており、運営費の約半分を占める。

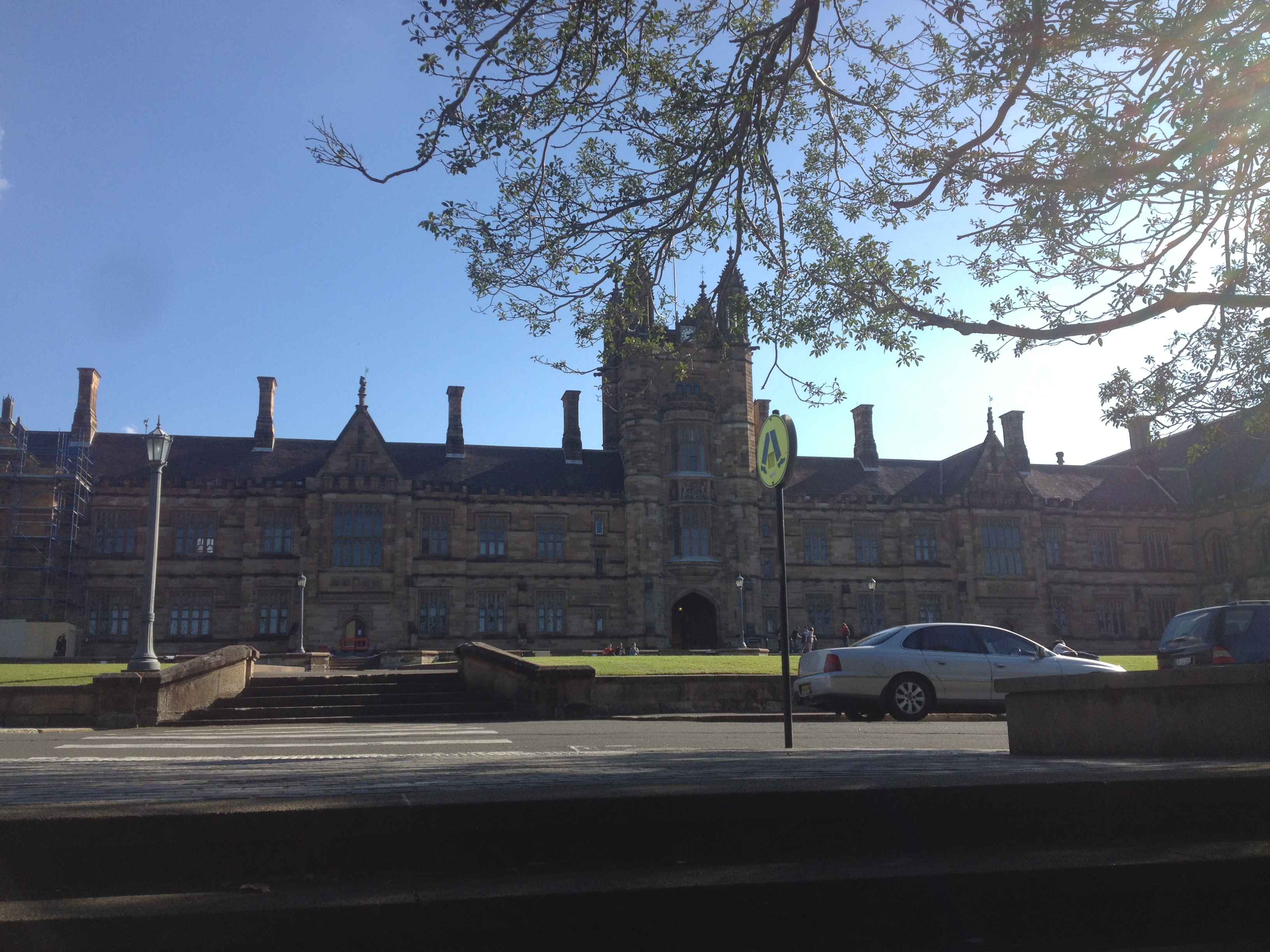
シドニー大学

義務教育（高校1年あるいは2年）を終えた時点で終了試験を受け、合格すれば義務教育終了証を得るが、大学に進学しない者も3年生まで通って各州で統一された卒業試験を受ける生徒が多い。大学は卒業試験と、高校の最終2年間の成績をもとに入学審査を行う。
職業訓練の要素が強い高等教育機関であるTAFE（州立）やVET（私立）を選択することもできる。
どの州にも共通しているのは
- 1月末から2月はじめの夏の終わりごろに新学期が始まる
- 公立校でも小学校から制服がある。紫外線が強く、通学帽としてだけでなく休み時間や屋外で行う授業でも制帽の着用が義務づけられている。
- 一クラスの人数は20人から25人程度で、教科書も各学校や学級ごとに異なる。
- 小学校から留年（該当科目だけ留年の場合もあり）がある

といった点である。

### 保健

#### 医療
平均寿命は男性81.8歳、女性85.8歳（2020年）。社会保険制度は存在せず、一般税収を原資としたユニバーサルヘルスケアが達成されている。

## 治安
オーストラリアは世界的に見て治安の良い国と評価されるが、日本と比較すると一般犯罪が非常に多く発生している。特に近年では、テロ事件なども発生しており、充分な安全対策が必要とされている。また、州ごとに犯罪発生件数や発生率の差異があることが報告されており、地域別の犯罪発生状況は日本の数十倍を超えるものも確認されている。
中でもキャンベラ首都特別地域が罪種により犯罪発生率が日本のおよそ2倍から50倍近く、ニューサウスウェールズ州では強盗などの一部罪種は日本と比較すると20倍以上の発生率となっているほか、性犯罪及びDV関連の暴行、傷害は増加傾向にあるなど社会問題となっている。

### 人権

#### 人種差別問題
住民の主流を占める白人による、先住民アボリジニや他の有色人種の移民に対する迫害や差別の歴史があり、現在もアジア系を初めとする黄色人種、黒人、中東系などの有色人種に対する優越思想や白豪主義が一部に存在し、2005年にはクロナラ暴動が発生した。またほぼ同時期に「レッツ・ゴー・カレー・バッシング（Let's go Curry Bashing!）」という合言葉でインド人が連続して襲撃される事件もメルボルンやシドニーで多発した（在豪インド人連続襲撃事件）。
なお、ウェスタンシドニー大学の調査によると、国民の10人に1人が「白人至上主義者」であることが明らかになり、人種差別的視点を持つ者が少なくないことが明らかとなった。

#### 難民
かつては積極的に難民を受け入れる国であったが、リーマン・ショックに端を発する経済危機をきっかけに、移民や難民の受け入れに慎重な姿勢を取るようになってきている。東南アジアや南洋諸島の国々と協定を結んで、これらの国に難民受け入れの施設を建設する資金を提供する代わりに、移住を望む難民の受け入れを肩代わりしてもらうようになっている。協定を交わしている国には、カンボジア、ナウル、パプアニューギニアなどがある。しかし、これらの国に建設されている難民収容施設は、清潔な水や十分な食料も与えられず、働く場所もないなど非常に劣悪であり、アムネスティ・インターナショナルはオーストラリア版グアンタナモと批判している。難民保護の実績もなければ、国民ですらまともな人権を享受していない国に難民を送りつける行為を、ヒューマン・ライツ・ウォッチは批判している。難民収容所では、職員による人種差別的な行為も蔓延しており、2014年2月には、劣悪な環境に耐えかねた収容者による暴動が発生し、死者が出ている。
ケビン・ラッド首相は、2013年7月19日、許可無く漂着した場合は全て、パプアニューギニアへ移送する方針を発表した。そのラッドから、2013年秋に政権を奪ったトニー・アボットは難民についてさらに厳しい姿勢を表明しており、「わが国に不法に入国しようとする難民船は1隻残らず追い返す」との公約を掲げ、実際にその公約を実現するために動いており、近づく不法な難民船は、海軍によって追い出され、出港地に送り返されている。

## マスコミ

### テレビメディア
- FOX8
- オーストラリア・プラス
- オーストラリア放送協会
- セブン・ネットワーク
- スペシャル・ブロードキャスティング・サービス
- ナイン・ネットワーク
- ネットワーク・テン

### ラジオメディア
- オーストラリア放送協会
- スペシャル・ブロードキャスティング・サービス
- ラジオ・オーストラリア

### 報道機関
- 株式会社WIN（英語版）
- オーストラリア等級審査委員会

### 印刷・出版
- アレン＆アンウィン（英語版） - 元はイギリスに在る同名企業の子会社として設立された
- オーストラリアの学生新聞
  - 一般の新聞についてはオーストラリアの新聞を参照

## 文化

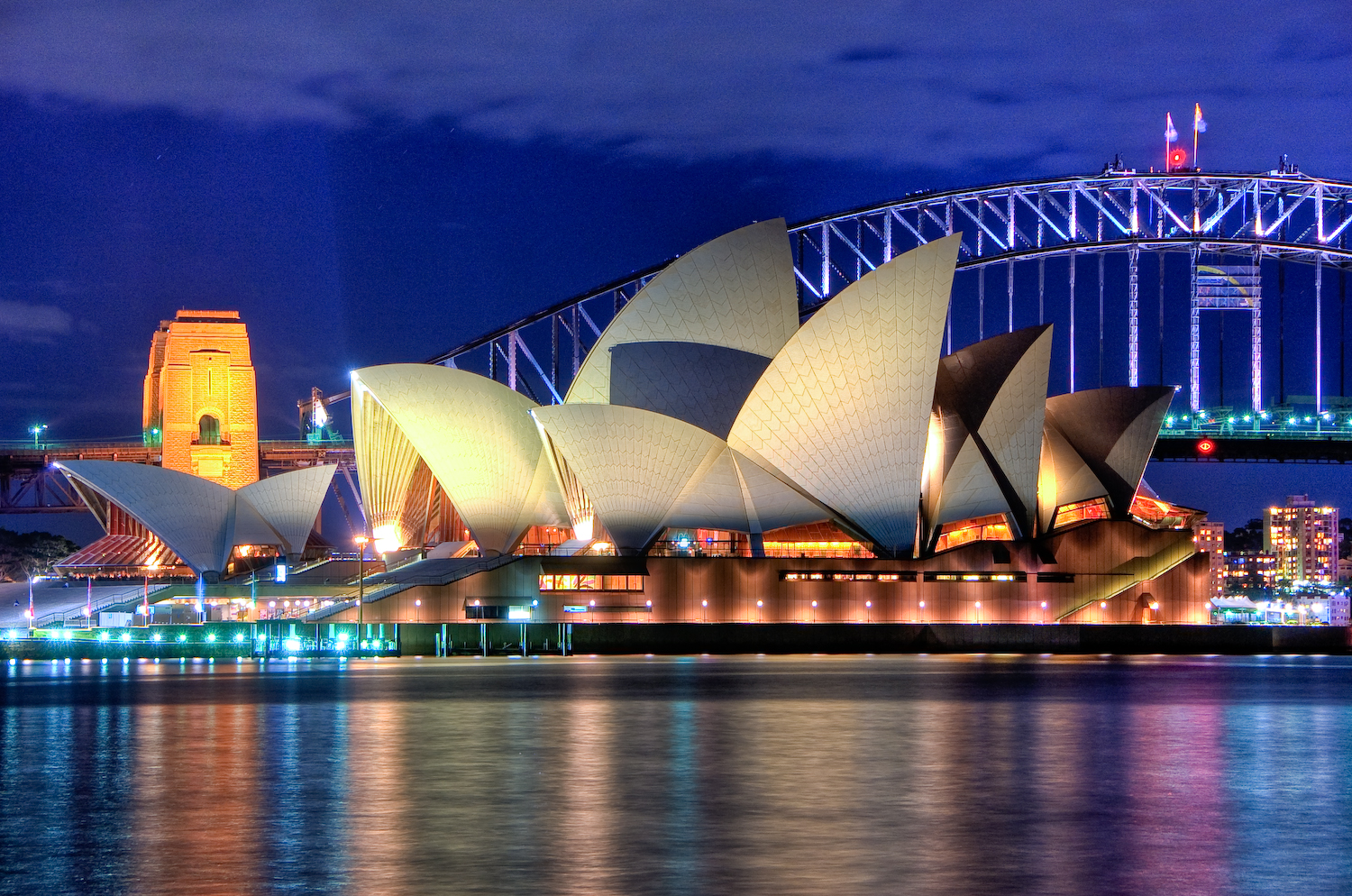
世界遺産にも登録されたシドニー・オペラハウス

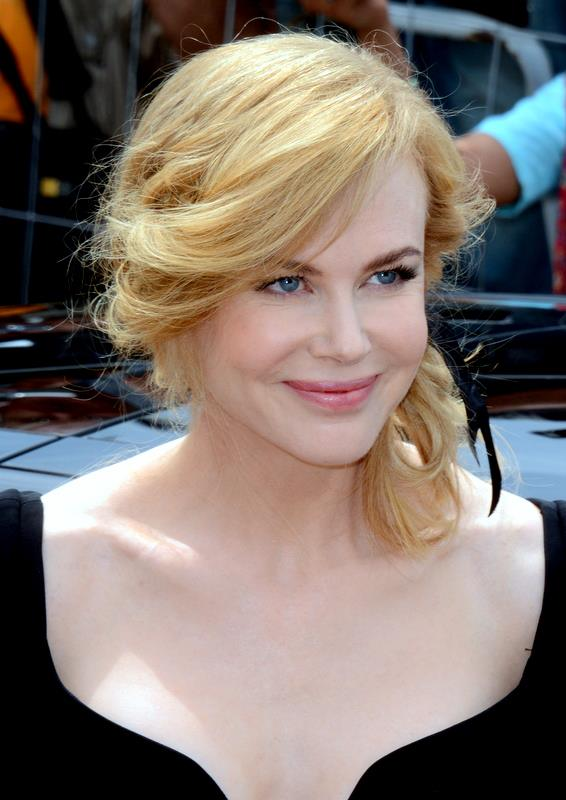
オーストラリア人として初めてアカデミー主演女優賞を受賞したニコール・キッドマン

オーストラリアの映画は日本語版の記事を参照。
オーストラリアの文学、オーストラリアの美術、オーストラリアの演劇、オーストラリアの舞踊、オーストラリアの音楽、オーストラリアの先住民の音楽、オーストラリアの伝統音楽、オーストラリアの建築は英語版とフランス語版のみ。

### 食文化・料理
基本的にイギリス伝来の料理を骨格にして、多民族・多文化の料理の要素を取り入れ、国内の食材を使用した独自の食文化を急速に発達させつつある。フィッシュ・アンド・チップスや肉料理が一般的であり、調理方法はローストやステーキが中心である。特に低価格を武器にしたオージー・ビーフは国を代表するブランドとして世界中に出荷されている。オーストラリアン・ミートパイやシェパーズパイなどのオージー・ビーフを使った家庭料理があるほか、休日や週末にはバーベキューをすることが多く、公園や展望台には必ず備え付けのバーベキュー施設がある。また乳製品(牛乳、バター、チーズなど)も多量に消費する。
伝統的な食品としてベジマイトがあるが、 全てのオーストラリア人が好んで食べるわけではない。
イギリスの影響で独立当時は紅茶文化の影響が強かったが、第二次世界大戦終結後に増加したイタリア系移民により、本格的なエスプレッソを楽しむスタイルが伝来した。現在では著名なバリスタを多数輩出するなどコーヒー文化が根付いている。なお、2000年に直営店を出店したスターバックスは、バリスタが経営する小さな喫茶店から大手チェーンまでが揃った市場に食い込めず、2008年には1億ドル以上の赤字を出した後、地元企業に運営権を売却している。
菓子類はシャーベットやクリスマスプディングなどイギリスから引き継がれたもの以外に、ラミントンやホワイト・クリスマス、フロッグケーキなどのケーキ類が考案されている。
先住民の伝統料理としてはカンガルー肉などのブッシュ・タッカーが知られている。

### 被服・ファッション
オーストラリアン・ファッション・ウィークが1996年から毎年開催されている。このイベントは、PRコンサルタントのサイモン・ロック（Simon Lock）によって発案されたものである。
オーストラリアにおけるファッション・ウィークはファッショントレンドだけに止まらず、ヘアメイクのトレンドもイベントの部分を占めており、参加デザイナーは発表するデザインを通じて広大な宣伝を行なう機会を得ることがよくある。

### 世界遺産

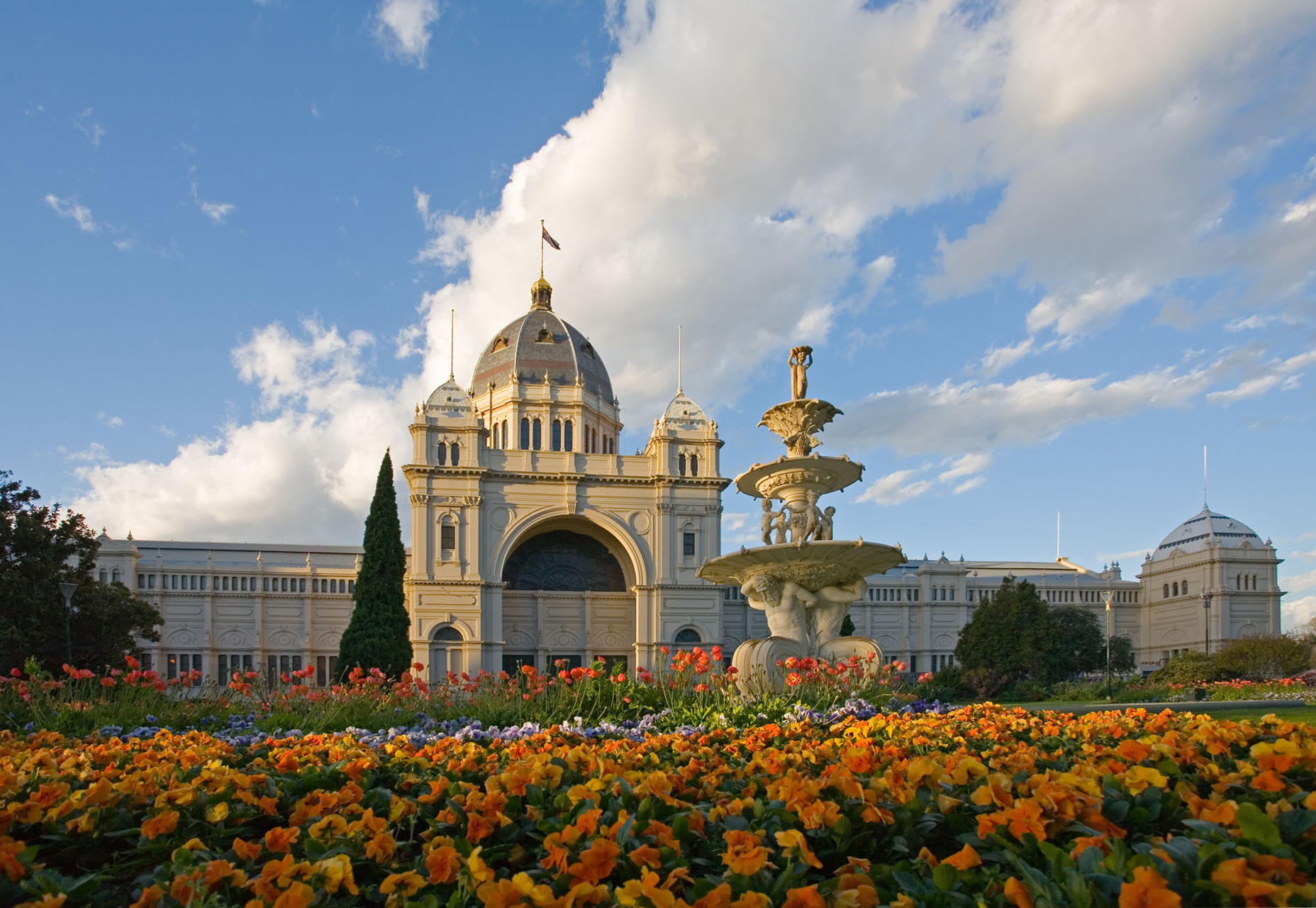
メルボルンの王立展示館は、2004年にオーストラリアで初めてユネスコの世界遺産リストに登録された建造物である。

ユネスコの世界遺産リストに登録された文化遺産が3物件、自然遺産が12物件、複合遺産が4物件の合計19物件ある。自然に関わる世界遺産は19物件中12物件を占めている。

### 祝祭日
祝日は州毎に定められている。下記の他に競馬の大レース（メルボルンカップ、アデレートカップ、ローンセストンカップなど）や農業ショーの日は都市、地域限定の祝日となることがある。
| 日付            | 日本語表記         | 現地語表記       | 備考                                   |
| --------------- | ------------------ | ---------------- | -------------------------------------- |
| 1月1日          | 元日               | New Year's Day   |                                        |
| 1月26日         | オーストラリアの日 | Australia Day    |                                        |
| イースター      | 聖金曜日           | Good Friday      | 復活祭前の金曜日                       |
| イースター      | 復活祭             | Easter Saturday  | 西オーストラリア州を除く               |
| イースター      | 復活祭後の月曜日   | Easter Monday    | 復活祭翌日の月曜日                     |
| 4月25日         | ANZACの日          | Anzac Day        |                                        |
| 6月の第二月曜日 | 国王の誕生日       | Queen's Birthday | 西オーストラリア州では移動祝祭日。     |
| 不定期※         | 労働者の日         | Labour Day       | 州によっては違う                       |
| 12月25日        | クリスマス         | Christmas Day    |                                        |
| 12月26日        | ボクシング・デー   | Boxing Day       | 南オーストラリア州ではProclamation Day |

### スポーツ

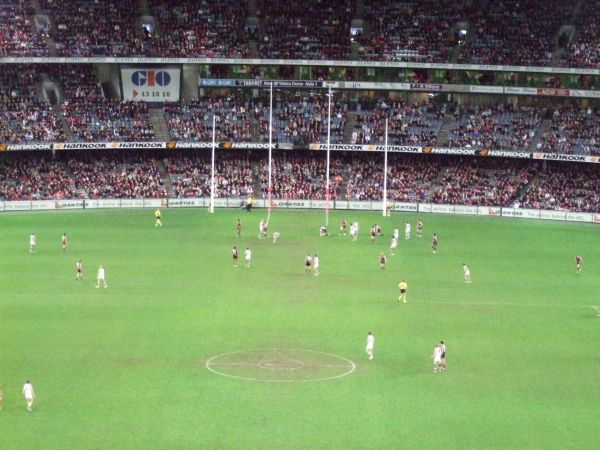
オージーフットボールの試合

オーストラリア国内では、オージーフットボールとラグビー（ラグビーユニオンとラグビーリーグ）、クリケットが絶大な人気を誇っている。特にクリケットの国際試合で活躍した選手は、国民的英雄の扱いを受けている。バスケットボールも人気があり、NBLというプロリーグも存在する。
テニスも非常に盛んであり、夏場にはほぼ毎日テニスの試合がテレビで放送されるほどである。レイトン・ヒューイットなどの有名なテニスプレーヤーを輩出していることでも知られる。近年は、若者を中心にサッカーの人気も上昇している。海水浴やマリンスポーツに適した海岸線が長いことから、サーフィンや海水浴客の救助から発祥したライフセービングなどマリンスポーツが盛んである。サーフィンに関してはスポーツ競技として捉え、政府公認の選手育成プログラムもあり、科学的なトレーニングを行っている。
オーストラリアは1956年メルボルンオリンピック、2000年シドニーオリンピック、2032年ブリスベンオリンピックの3度の夏季オリンピックの開催地に選ばれた。冬季オリンピックの開催は1度もない。
ラグビー
オーストラリアのラグビーはラグビーユニオンとラグビーリーグに大別できるが、いずれも世界的に見れば強豪チームである。ニューサウスウェールズ州やクイーンズランド州では13人制のラグビーリーグの方が盛んであり、プロリーグのNRLは全16チームのうち半数の8チームがシドニーに拠点を置く。その点は18人制のオージーフットボールのプロリーグAFLの全18チームのうち半数の9チームがメルボルンに集中するのと好対照である。また、代表チーム（通称カンガルーズ）は、ラグビーリーグ・ワールドカップで過去15大会中11回優勝している。15人制のユニオン代表チーム（ワラビーズ）は、ワールドカップで優勝2回・準優勝2回の強豪である。ブレディスローカップにおけるニュージーランドとの対戦では国中が盛り上がる。州ごとのクラブチームもスーパーラグビーに参加している。
クリケット

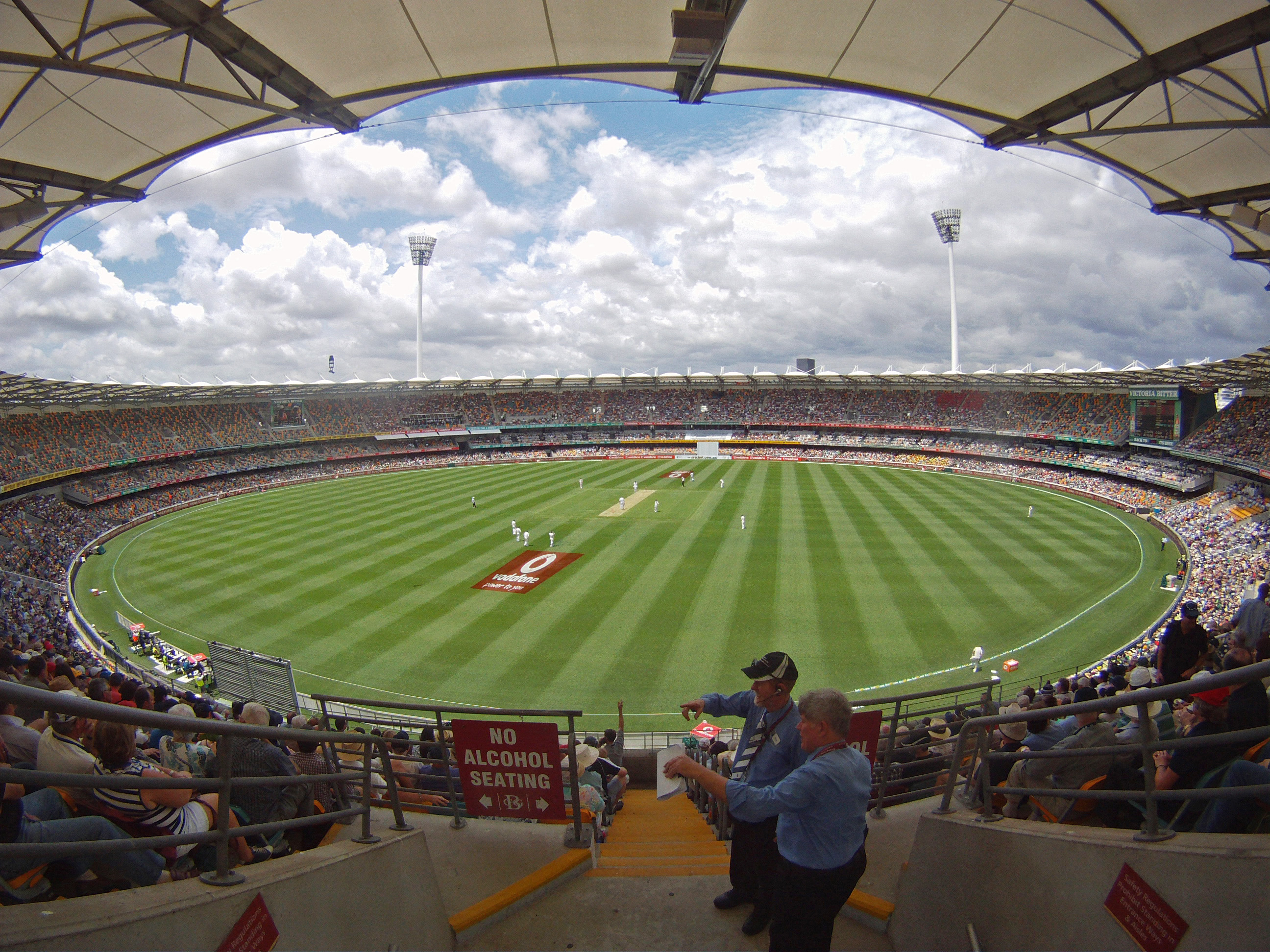
ブリスベン・クリケット・グラウンドは、2032年ブリスベン五輪のメイン会場としても使用される予定。

クリケットは人気スポーツの一つである。世界での競技人口は3億人を超えており、とりわけ英連邦で絶大な人気のあるスポーツである。クリケット界最高峰の世界選手権大会であるクリケット・ワールドカップでは、史上最多5回の優勝を数える。1909年には統括団体である国際クリケット評議会の正会員になった。国内ではトゥエンティ20の試合形式のBBLなどが人気である。メルボルンにあるメルボルン・クリケット・グラウンドは収容人数が世界最大級の約10万人であり、代表チームの試合やBBLの試合などに利用される。ドナルド・ブラッドマンは史上最高のクリケット選手と評されており、ペレやモハメド・アリなどと共に20世紀を代表するスポーツ選手の一人である。さらにシェーン・ウォーンは、クリケットの歴史の中でも最高のボウラーの一人である。他にもキース・ミラー、スティーブ・ウォー、グレン・マクグラス、アダム・ギルクリスト、リッキー・ポンティングは歴代の代表的な選手である。
サッカー
ラグビーなどと比較すると人気は劣るものの、オーストラリアは英語圏及びイタリアやクロアチアなどヨーロッパからの移民が多いため、サッカーの競技人口自体は元から多い国であった。転機は2005年に起きたオーストラリア政府主導の国家プロジェクト『オーストラリアサッカー革命』である。その年はプロサッカーリーグの『Aリーグ』が発足した事に加えて、FIFAワールドカップの『2006年ドイツ大会』にオーストラリア代表が32年ぶり2度目の出場を決めると、国内のサッカー熱が高まりを見せた。この大会でオーストラリア代表は日本代表などに勝利し、決勝トーナメントに進出する活躍を見せた。
さらに2006年1月1日を以って、オーストラリアサッカー連盟はオセアニアサッカー連盟（OFC）からアジアサッカー連盟（AFC）に転籍した。そのAFCに転籍後、AFCアジアカップには2007年大会で初出場した。続く2011年大会では決勝に進出したものの、日本代表の李忠成に豪快なボレーを決められて0-1で敗れ準優勝に終わった。地元開催となった2015年大会では、決勝で韓国代表に延長戦の末に勝利して大会初優勝を遂げた。AFCチャンピオンズリーグでは、2014年大会でウェスタン・シドニーが同国のクラブとして初優勝に輝いた。
著名な選手としては、長年に渡ってイングランドのプレミアリーグで活躍し続けた、ハリー・キューウェルやマーク・ヴィドゥカ、ティム・ケーヒルらを中心に、ブレット・エマートン、ミル・ジェディナク、ルーカス・ニール、マーク・シュワルツァーなどが存在する。
バスケットボール

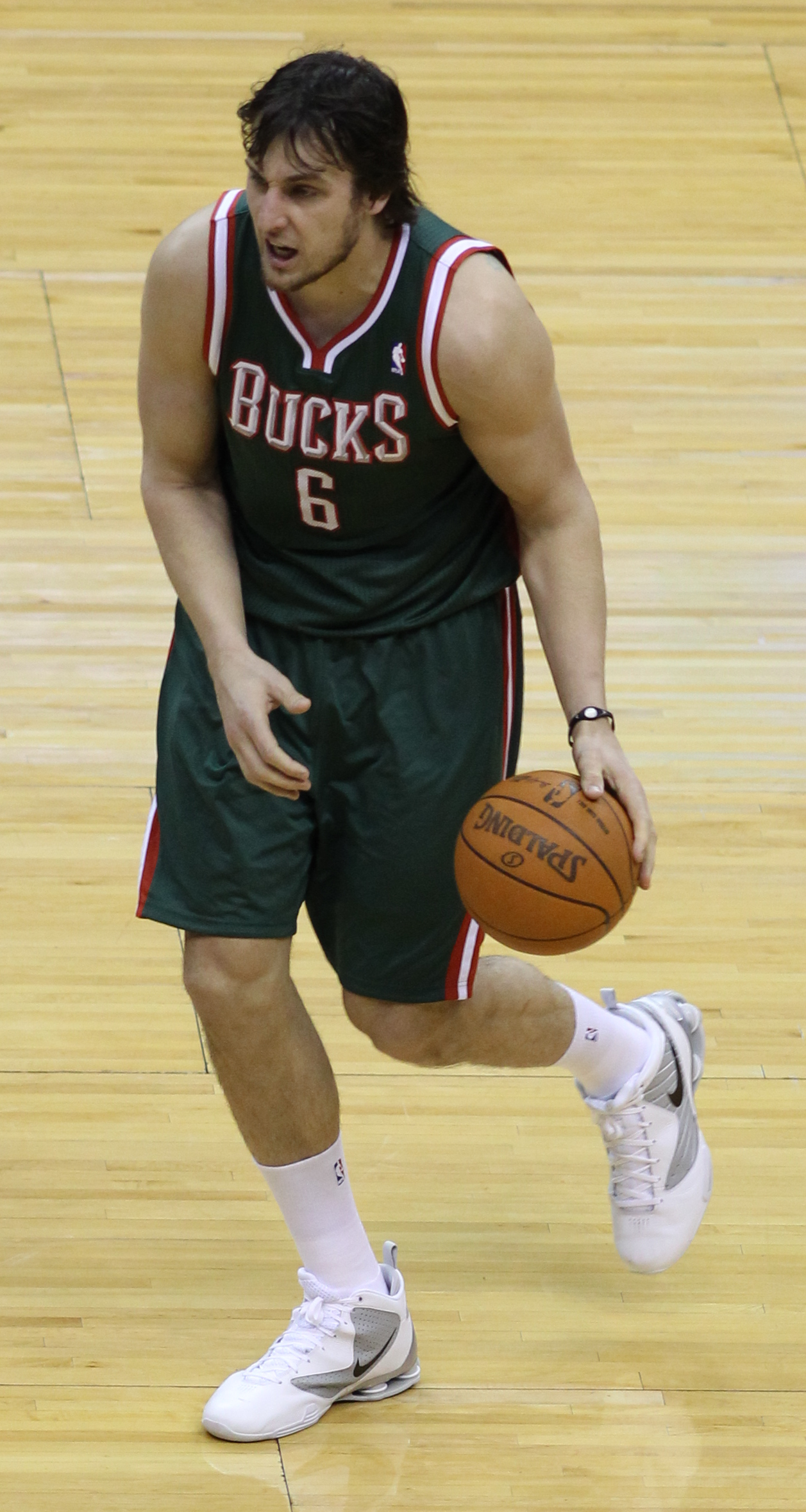
アンドリュー・ボーガット

外国人としては史上2人目のNBAドラフト1巡目1位指名選手となった、アンドリュー・ボーガットが最も有名。国内にはNBLと呼ばれるプロバスケットボールリーグを持つ。男子代表はこれまでオリンピックに11回、世界選手権に9回出場している。1996年アトランタ五輪と、続く2000年シドニー五輪で連続4位になるなど、オセアニアの王者としてだけでなく世界的にも強豪である。その後の2004年アテネ五輪や2008年北京五輪、世界選手権には出場し続けるものの、成績はやや不振気味。現在若手への世代交代の最中でアンドリュー・ボーガットを中心とした新たなチーム作りをしている。このボーガットを中心に、近年NBAにドラフト指名される選手が複数出てきており、復活の兆しが見えている。なお、ニュージーランド代表とは熾烈なライバル関係にある。
男子以上に世界的に有名で強いのが女子代表である。女王ローレン・ジャクソンをはじめ数多くのWNBA選手を輩出し、2000年シドニー五輪から2008年北京五輪まで3大会連続で銀メダル獲得した。2006年の世界選手権では遂に優勝を果たし、金メダルを獲得した。世界最強のアメリカ代表にとって最大のライバル国となっている。
競馬

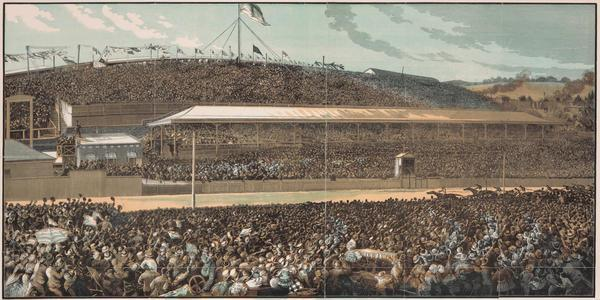
1861年から続くメルボルンカップ

競馬は馬が持ち込まれてすぐの1810年に初めて開催され、現在でも非常に盛んに行われている。一人当たりの馬券購入額は日本や英国を凌いでおり、競馬場の数は平地競走、障害競走、繋駕速歩競走、クォーターマイル用を全て合わせると大小480場を数える。サラブレッド生産頭数は約18000頭でアメリカに次ぐ世界2位であり、スタンダードブレッドも約6000頭でフランス、アメリカに次ぐ規模である。地域ごとに大レースがあり、それぞれカーニバルが並行され大きく盛り上がる。その中でも最大のメルボルンカップは、メルボルンの都市圏が祝日となり「国の機能が停止する」と表現されるほど盛り上がる。第3の都市ブリズベンでは、農業省の祝日であるエッカホリデーでの競馬が有名で、皆が正装（男性は主にスーツ、女性は主にドレス）し競馬を楽しむ。
野球
野球は1850年代にアメリカから伝えられた。クリケットやラグビーが大変盛んであり野球の人気は劣るが、1888年にはMLBの世界ツアー敢行の際、シドニーやメルボルンなど4カ所で試合行うと観客動員数1万人を超えた。2014年にロサンゼルス・ドジャースとアリゾナ・ダイヤモンドバックスがシドニーで開幕戦を行った際には、観客動員数が38,000人を超えた。さらにMLBにも選手を輩出しており、2019年までに31人の選手がプレーしている。代表チームは1897年に初めて結成され、2004年のアテネ五輪では予選で日本に勝利し準決勝でも勝利し、決勝戦ではキューバに敗れたものの銀メダルを獲得した。2017年の第4回WBCでは本戦に出場し、4大会連続1次ラウンド敗退となったが、同年3月のWBSC発表の世界ランクでは8位となり過去最高位を更新した。1989年には国内リーグのABLが発足したが、1999年に財政難により消滅した。しかし、2010年にオーストラリア野球連盟とMLBの出資により、国内6都市に球団を置いて11月から2月までをシーズンとするプロリーグとして復活した。
モータースポーツ
オーストラリアの国内選手権としてはスーパーカーズ選手権が知られ、複数の海外有力チームが参入している。また、スタジアム・スーパートラックやスプリントカーのような北米に強い影響を受けたレース文化を持つ。メルボルンではF1やMotoGP、WSBが年1回行われており、国内選手権なども盛んに行われ、数多くの年間王者を輩出しており高い人気を誇っている。著名な存在としては、WGPでオーストラリア人として初の王者となり日本のGTレースにも参戦したワイン・ガードナーや、1990年代のWGPで5連覇を達成したミック・ドゥーハン、ドゥカティに初のMotoGPタイトルをもたらしたケーシー・ストーナー、F1黎明期の王者であるジャック・ブラバム、インディカー王者のウィル・パワー、ダカール・ラリー二輪部門王者のトビー・プライスなどがいる。他方でラリー競技も盛んであり、隔年でWRCが開催されている。オーストラリアラリー選手権の独自規定であるAP4では多くの日欧メーカー車が作成されて人気を博し、FIAのアジアパシフィックラリー選手権にも輸入されている。
その他の競技
競泳の強豪国としても知られており、世界記録保持者が幾人も存在している。その中でもイアン・ソープは世界的に有名であり、2000年のシドニー五輪において5個の金メダルを獲得した。さらに南半球の国でありながらウィンタースポーツも盛んであり、中でもスノーボードにおいて名プレーヤーを輩出している。ショートトラックスピードスケートでは、2002年のソルトレークシティ五輪で番狂わせを起こし金メダルを獲得したスティーブン・ブラッドバリーも知られている。

## 象徴

### 国花
オーストラリアの国花は、アカシアの一種のゴールデン・ワトルである。

### 国石
オーストラリアはオパールを自国の国石に指定している。

### ナショナルカラー
自国の国旗には採用されていないゴールド（もしくは黄色で代用）と緑色をナショナルカラーとして1984年4月19日から制定している。そのため、この二色は様々なことに好んで用いられる。例えば、クリケットや野球、ラグビーやサッカーの代表ユニフォームにこの二色を採用している。